# James Ensor

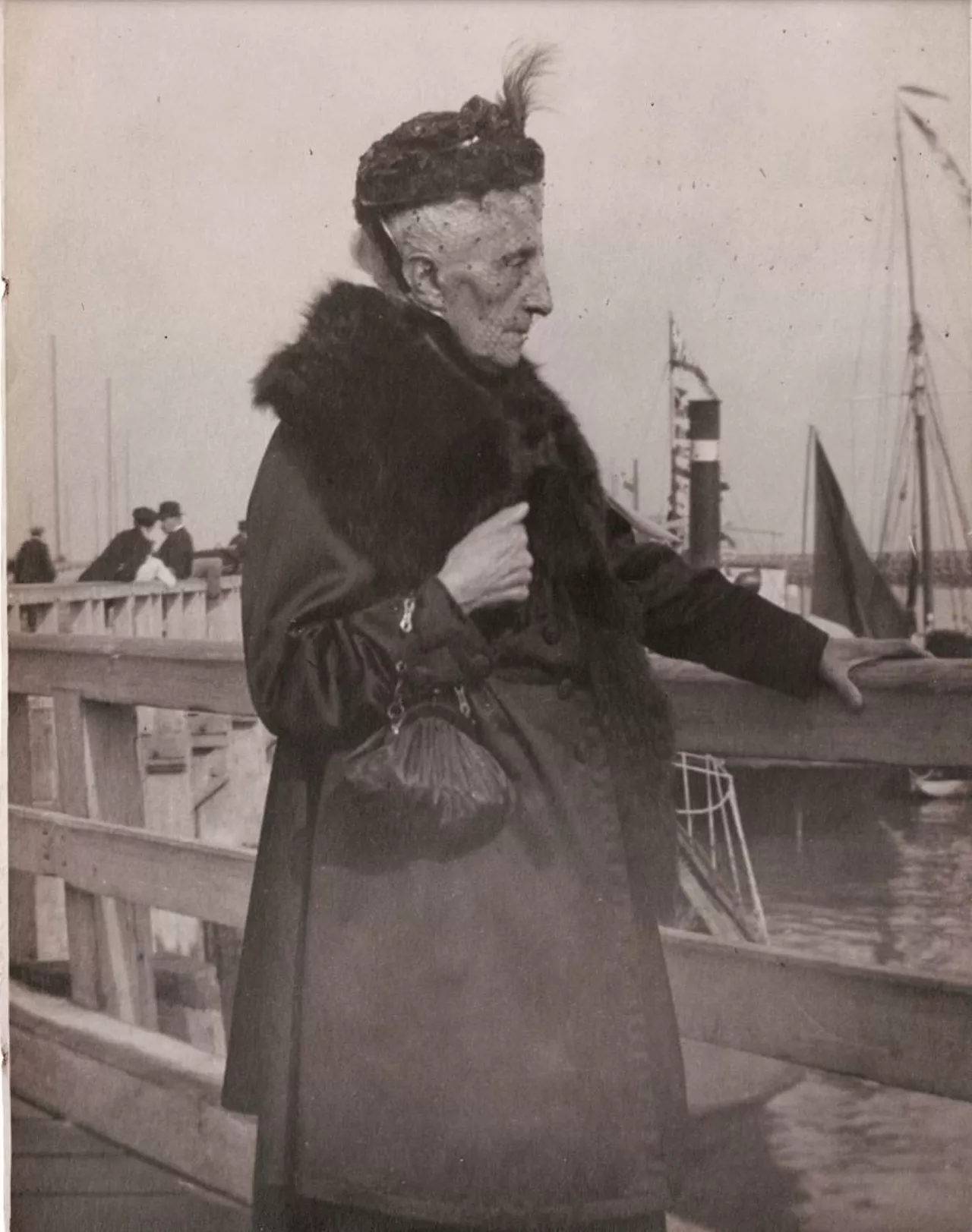
Marie Louise Cathérine Haegheman in 1913, moeder van Ensor

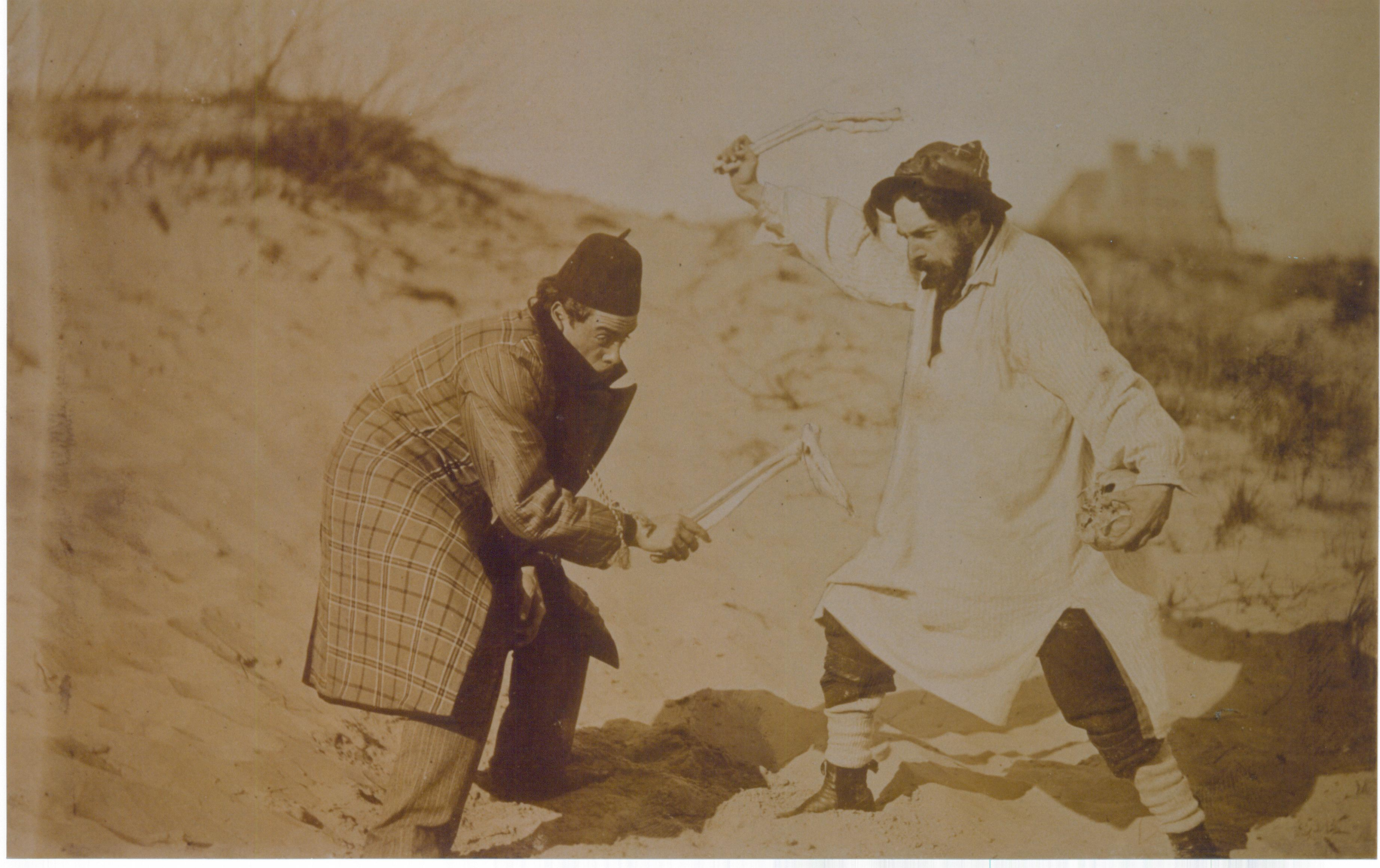
Ensor en zijn vriend Ernest Rousseau in de duinen in 1892

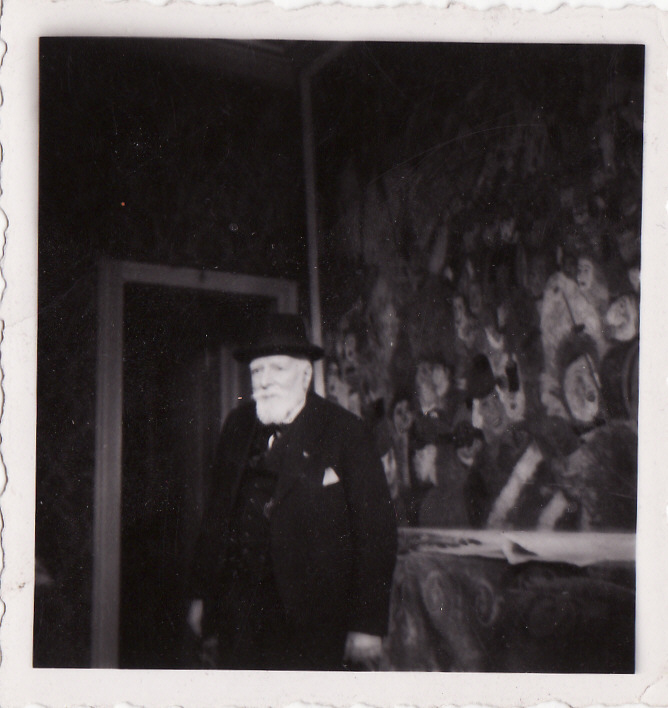
Foto van James Ensor door Albert Lilar

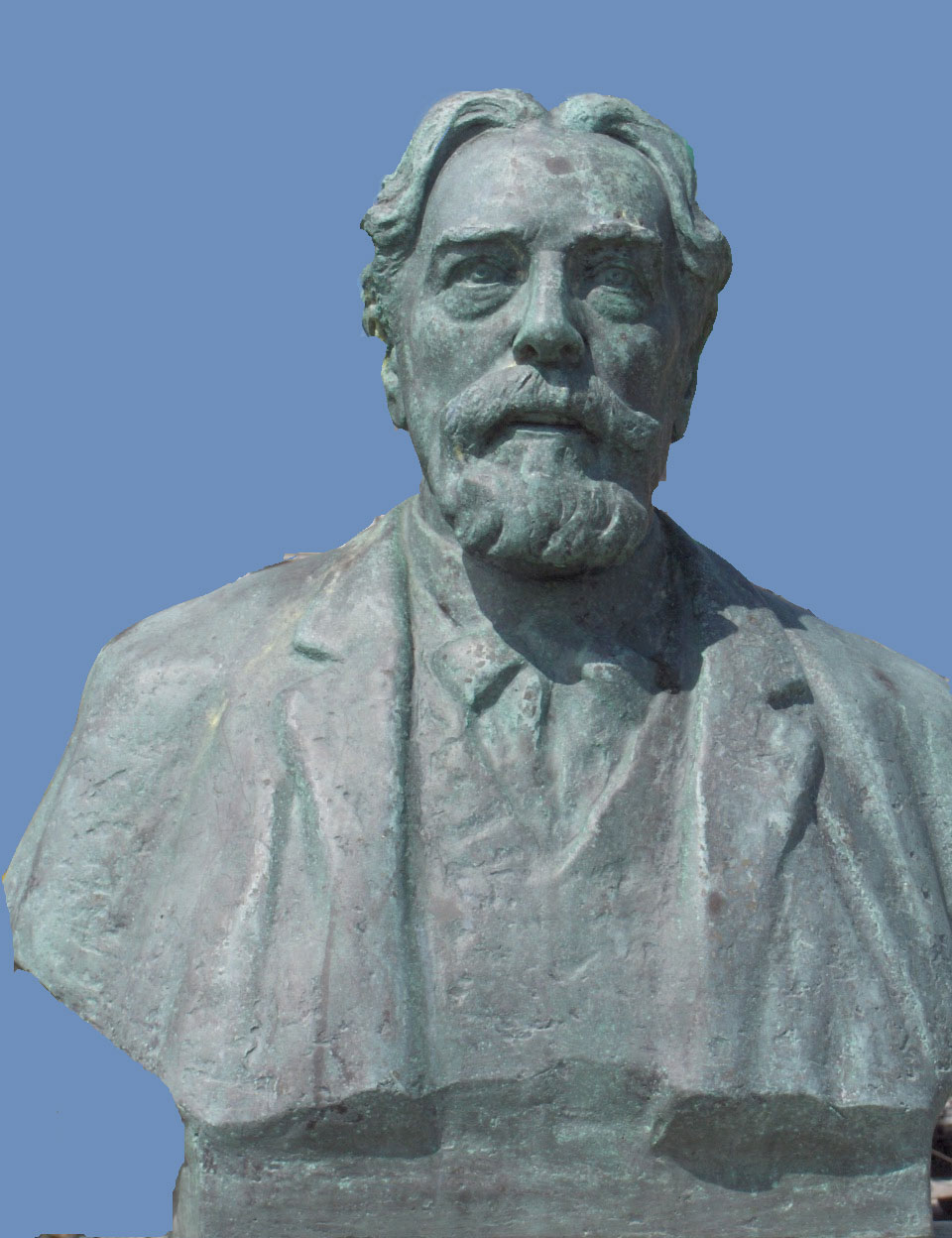
Bronzen buste (1930) van James Ensor door Irenée Duriez (1950) naar het origineel (1930) door Edmond De Valériola (1877-1956); Leopoldpark, Oostende; de inhuldiging gebeurde in aanwezigheid van Ensor

James Sidney Edouard baron Ensor (Oostende, 13 april 1860 – aldaar, 19 november 1949) was een Belgische kunstschilder van het symbolisme. Hij wordt algemeen erkend als de belangrijkste vernieuwer van de moderne kunst in België, een afwijkende individualist die zich niet gemakkelijk liet categoriseren binnen een bepaalde kunststroming. Daarnaast was hij ook componist en schrijver.
Het Ensorhuis houdt de herinnering aan hem en zijn werk levendig.

## Levensloop

### Familie
De vader van Ensor, James Frederic Ensor, had Britse ouders. De moeder van Ensor was de Oostendse Marie Louise Cathérine Haegheman, een vrouw van eenvoudige afkomst, dochter van winkeliers in kantwerk die lezen noch schrijven konden.

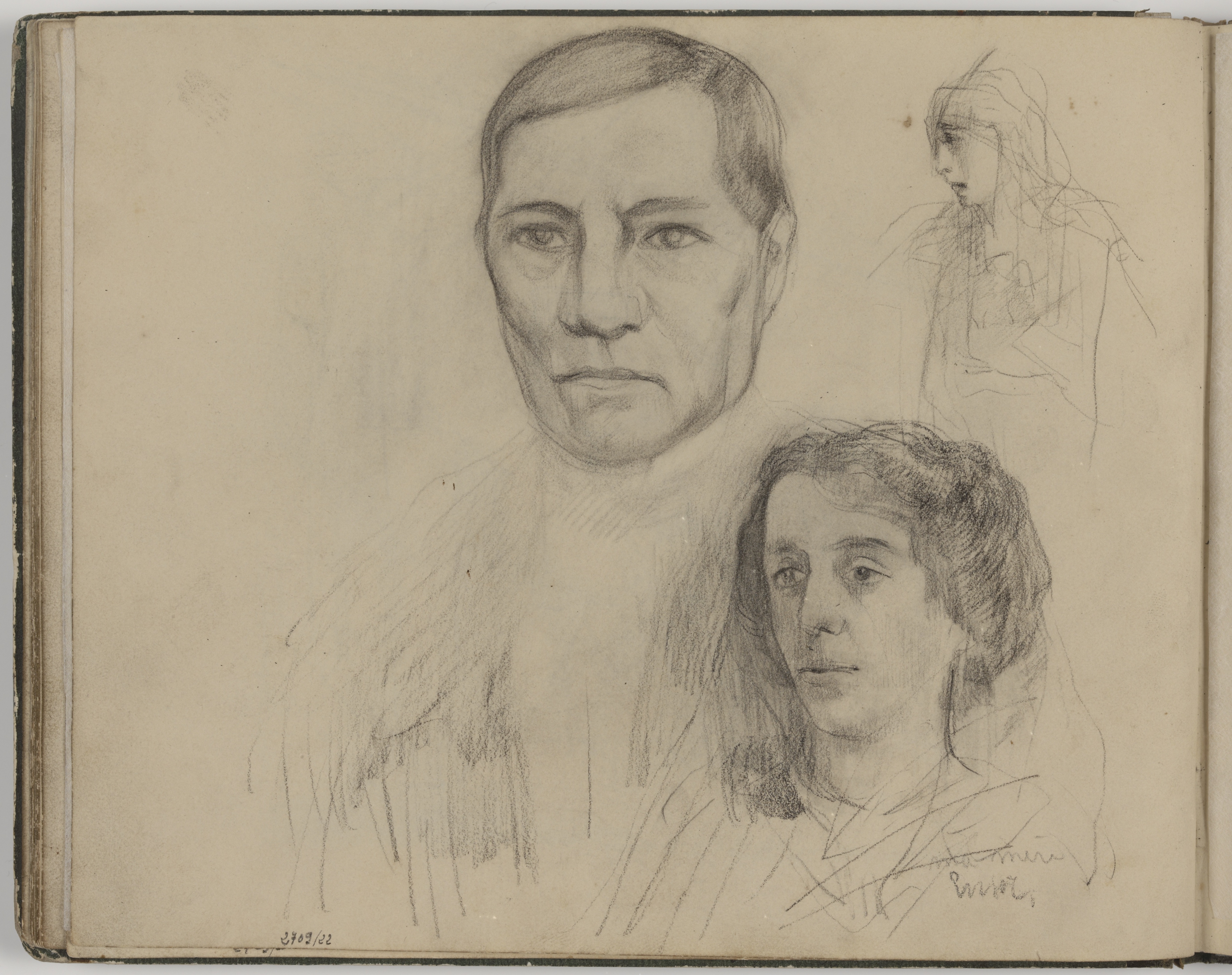
Vader (?) en moeder van James Ensor, ca. 1878, KMSKA, Antwerpen

Het gezin verhuisde in 1876 naar een nieuw gebouw op de hoek van de Van Iseghemlaan en de Vlaanderenstraat in Oostende. Zijn moeder baatte, samen met haar zuster Mimi, een winkel uit met souvenirs, schelpen, chinoiserie en carnavalsartikelen zoals maskers en komische kostuums. Deze artikelen zouden later van invloed zijn op de verbeelding van Ensor, waarbij de maskers een terugkerend motief werden in zijn latere werken.  Enkele verdiepingen werden uitgebaat als kamers voor toeristen. James kon op de zolderkamer een klein atelier inrichten van waaruit hij een goed uitzicht had op de straten en de daken van de Van Iseghemlaan en de Vlaanderenstraat. Dit thema zou nog vaak terugkeren in veel van zijn latere werken. Dit atelier werd ook een tijdlang gebruikt door zijn vriend Willy Finch.
Hoewel hij in Oostende geboren was, werd James Frederic in Brighton ingeschreven, als zoon van James Rainford en van Anne Andrew, zijn Engelse grootouders. Deze Engelse grootouders waren renteniers uit Sussex. Ensors vader, ingenieur van "Bruggen en Wegen", vertrok kort na de geboorte van de kleine James naar de Verenigde Staten in de hoop er fortuin te maken. Het werd een mislukking en hij keerde berooid terug. Ensor beschreef zijn vader als een verstandig en superieur man, een intellectueel die meerdere talen beheerste. Hij was geabonneerd op kunsttijdschriften, wat een mogelijke invloed had op zijn zoon. Hij kon echter de tegenslagen niet verwerken en, onder de knoet van een nuchtere en autoritaire Oostendse handelsvrouw, van wie hij financieel afhankelijk was, begon hij te drinken en werd hij de schande van het gezin. Hij werd bespot als een Oostendse dronkaard en kwam eens thuis, half kaal geschoren met nog een halve snor. Hij stierf, de dag nadat hij in dronken toestand thuis was gebracht door de politie. Ensor was toen 27 jaar en was op het toppunt van zijn creatieve periode. James Ensor zou deze sociale klasse, die zijn vader uitgestoten had, nooit vergeven en blijven verachten in zijn schilderijen.
Ensor had een zus, Mariëtte, meestal Mietje genoemd (zelf noemde hij haar Mitche), die één jaar jonger was dan hij. Ze zou een van zijn favoriete modellen worden. Toen Ensor 32 jaar was, trouwde ze met een Chinese handelaar. Het werd geen geslaagd huwelijk. Ze verliet haar echtgenoot na enkele maanden, maar had met hem wel een kind, een meisje dat het lieve zorgennichtje Alex werd en dat Ensor "La Chinoise" noemde. Zij zou later trouwen op vijftienjarige leeftijd.

### Privéleven
James Ensor is zelf nooit getrouwd geweest. Hij heeft zijn privéleven zoveel mogelijk verborgen gehouden of gemystificeerd. Tijdens zijn studententijd aan de academie in Brussel werd hij sterk beïnvloed door  Mariette Hannon, echtgenote van Ernest Rousseau en oudere zus van zijn vriend Théo Hannon. Hij heeft haar talloze keren afgebeeld. Wel had hij later een uitverkoren vriendin: Augusta Bogaerts (1870-1951), de "Sirene", die hij portretteerde in het bekende dubbelportret van 1905, toen ze 35 jaar oud was. Ze was een dochter van een Oostendse hoteluitbater en 10 jaar jonger dan Ensor. Hij ontmoette haar voor het eerst toen hij 28 was. In 1904 maakte hij kennis met Emma Lambotte uit Luik, een intelligente vrouw die getrouwd was. Hij beschouwde haar als "zijn goede fee" en correspondeerde veel met haar. Via haar kwam hij in contact met François Franck, de bezieler van de Antwerpse kunstkring Kunst van Heden (en de latere grondlegger van de Ensorcollectie in het Koninklijk Museum voor Schone Kunsten in Antwerpen). In 1914 gaf Ensor schilderlessen aan Alice Frey. Zij was door oorlogsomstandigheden uitgeweken naar Oostende en woonde toevallig naast hem. Zij kon zich aldus als "de enige leerlinge" van James Ensor beschouwen.

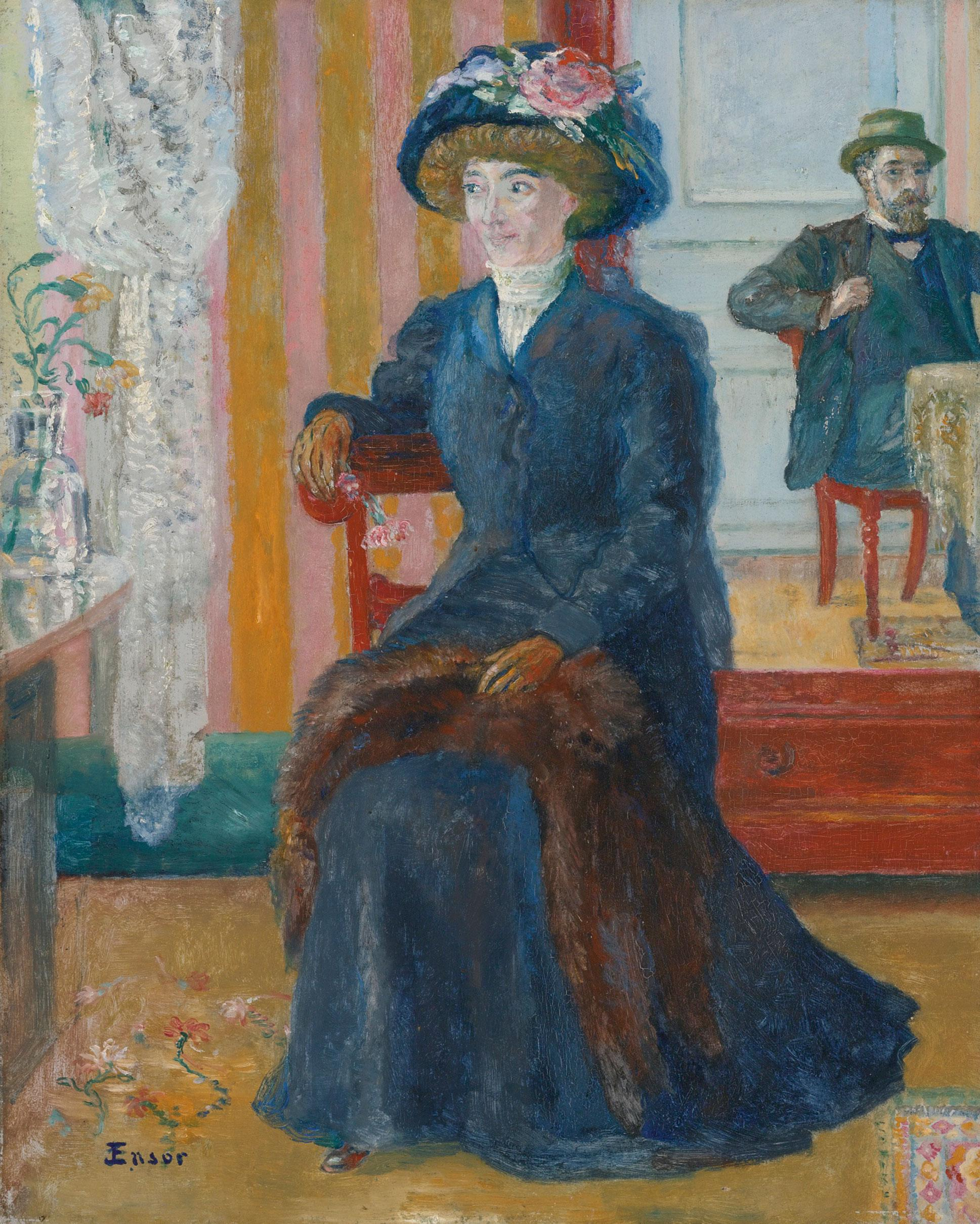
Dubbelportret van Ensor en Augusta Bogaerts, 1905

### Opleiding

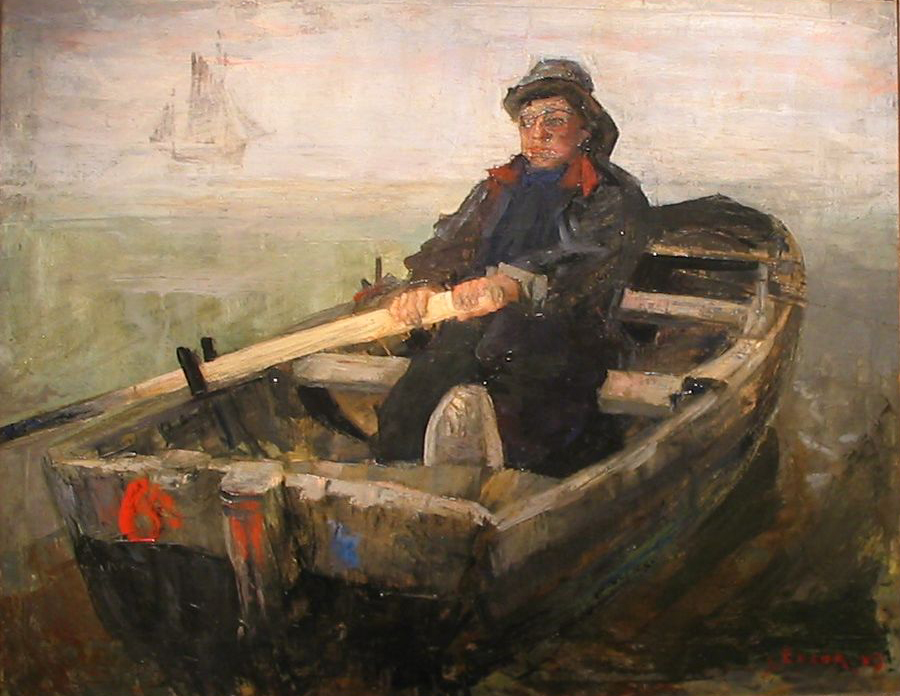
De Roeier, 1883, olieverf op doek, 79 × 99 cm, Koninklijk Museum voor Schone Kunsten, Antwerpen

In 1873 ging de jonge Ensor naar school op het Onze-Lieve-Vrouwecollege in Oostende. Hij stond daar bekend als een tuchtloze leerling, maar zijn passie voor tekenen was toen al duidelijk zichtbaar. De archieven van het Onze-Lieve-Vrouwecollege bevatten een boekje, Le petit sécrétaire, met op het titelblad Een ruiter te paard, getekend door de jonge Ensor. Toen hij amper 14 was, toonde hij zijn eerste tekeningen en schilderwerkjes aan de destijds bekende meester Louis Dubois, die hem verder aanmoedigde. Ensor verbleef slechts twee jaar op deze school. Hij nam vervolgens schilder- en tekenlessen bij twee Oostendse kunstschilders, Edouard Dubar, een marineschilder die later fotograaf werd en lithografieën uitgaf, en Michel Van Cuyck, een olieverfschilder, aquarellist en lithograaf. Ook hier toonde hij zich opstandig en had geen hoge dunk van hun "bedrieglijke spons- en tekentechniek, van hun saai, bekrompen en doodgeboren metier".
In 1876 nam hij tekenlessen "naar antiek en naar levend model" aan de Oostendse Academie voor Schone Kunsten. Uit die periode schilderde hij zijn eerste werken die de zee, het strand, duin- en polderlandschappen afbeeldden, zoals Duinen (ca. 1876), Gezicht op Mariakerke (1876), Fort Napoleon (1876), De triomfwagen (1877), De badkoets op het strand (1877).
Op 8 oktober 1877, op 17-jarige leeftijd, schreef Ensor zich in aan de Koninklijke Academie voor Schone Kunsten van Brussel. Het was de enige keer dat hij Oostende verliet gedurende een langere tijd. Hij bleef drie jaar weg van zijn geboortestad. Hij huurde een bescheiden kamer in de Sint-Jansstraat, nabij de Grote Markt. Zijn leraren Joseph Stallaert, Joseph van Severdonck en Alexandre Robert gaven hem lessen schilderen en tekenen volgens het klassieke model. Echter, hij raakte opnieuw in conflict met zijn leraren. In die periode maakte hij kennis met enkele medestudenten: Willy Finch, Paul Dubois, Fernand Khnopff, Willy Schlobach, Guillaume Van Strydonck, Rudolph Wystman en Dario de Regoyos.
In die periode tekende Ensor een aantal volksfiguren uit zijn omgeving in Oostende, niet zozeer vanuit sociale overwegingen, maar eerder om zijn tekentalent verder te ontwikkelen. Uit die tijd stammen ook werken zoals  Golfbreker te Oostende (1878), Naakte jongen (1878), Polderlandschap (1878), Man met de gewonde arm (begin 1879), Zelfportret (1879), Het meisje met de wipneus (1879), Ensor voor de schildersezel (1879) en de donkere houtskooltekening Vrouwelijk naakt (1879) (ook aangeduid als La Bohémienne).
Toen Ensor 20 jaar was, in 1880, verliet hij de academie en daarmee ook meteen Brussel. Het resultaat van zijn opleiding was niet zo schitterend geweest. Hij kreeg slechts een zevende prijs voor het tekenen naar het klassieke model en een tiende prijs voor het schilderen naar de natuur. Dit teleurstellend resultaat maakte van hem een boos en verbitterd man en hij zou deze gemoedsstemming uitbeelden in sarcastische en satirische scènes. Hij keerde naar Oostende terug, bij zijn ouders op de hoek van de Vlaanderenhelling en de Van Iseghemlaan. Om te ontsnappen aan zijn dominante moeder trok hij zich terug op de zolder en richtte daar zijn eerste atelier in. Vanuit het grote zoldervenster had hij een gezicht in vogelperspectief op de zee (met zijn eindeloze licht- en kleurschakeringen, wat hij vaak weergaf in zijn verschillende marines), op straten, gebouwen en voorbijgangers. Dit uitzicht zou zich dan ook weerspiegelen in vele werken. Hij bleef hier wonen tot 1917 en hij maakte ook hier zijn beste schilderijen.
In datzelfde jaar 1880 schilderde hij zijn bekende werk  De jongen met de lamp in overwegend zwart en oker, en zijn werken Grijze zee, Stilleven met eend, Het moeras. Hij bleef productief en schilderde in 1881 zijn Vlaanderenstraat in de sneeuw, Portret van mijn vader, De sombere dame, Namiddag te Oostende, De wolkammer en Vrouw met de blauwe sjaal. Deze periode wordt vaak beschouwd als zijn 'donkere periode', gekenmerkt door burgerlijke interieurs waarin hij de sfeer van stijfheid en verveling weergeeft met een donkere impressionistische penseelvoering. Hij schilderde zijn meeste marines in de periode 1880-1885. Evenals zijn tekeningen, schilderde hij zijn marines als overtuigde plein-airist. Zijn impressionistisch schilderij Grote marine – zonsondergang uit 1885 is een van zijn grotere doeken uit die tijd.

### Les vingt
Ensor stuurde, gesteund in zijn talent door de Brusselse avant-garde, in 1881 drie schilderijen (De koloriste, Het burgersalon en Nature morte) naar het progressieve salon Chrysalide en in 1882 het schilderij De Russische muziek naar de tentoonstelling Exposition Générale des Beaux-Arts in Brussel. Het schilderij Het burgersalon gaf de verstikkende sfeer weer van zijn eigen huiselijke omgeving. Het schilderij Russische muziek verwijst naar de Russische kamermuziek die toen in België recentelijk was ontdekt. Ensor verwijst later regelmatig naar het thema muziek in zijn werken Portret van Dario de Regoyos (1884), Muziek in de Vlaanderenstraat (1891), Au conservatoire (1902) of door het invoegen van muzikanten of van zichzelf als musicus.
Hij schilderde in 1882 zijn Portret van mijn moeder, De oestereetster en De dame in nood.
Vanaf 1882 ging Ensor behoren tot de kunstkring L'Essor. Hij nam deel aan de zesde (1882) en de zevende (1883) tentoonstelling van deze groep. Ook in 1885 stond hij op het salon van L'Essor. Het werk van Ensor werd meermaals afgewezen, ook door L'Essor. Zijn meeste schilderijen werden met misnoegdheid bekeken of bestempeld als meer curieus dan mooi met de allergekste voorstellingen er op. Zijn gehele inzending voor het Salon des Beaux-Arts van Antwerpen werd geweigerd. Hij voelde zich miskend, als het ware "bemaskerd". In die inzending zaten onder andere Namiddag te Oostende (1881) en De Oestereetster (1882), twee werken die later tot zijn meesterstukken zouden worden gerekend. Met De Oestereetster nam Ensor afstand van de donkere sfeer in zijn vorige schilderijen. Hij schilderde zijn zus in een heldere wereld van kleur en licht. De verwerping door het salon en door de kunstkritiek betekende een grote ontgoocheling voor hem. Hij besloot afstand te nemen van de objectieve realiteit en voortaan zijn eigen gang te gaan. De Oestereetster werd 20 jaar later aangekocht door het Koninklijk Museum voor Schone Kunsten in Antwerpen, op het Triënnale Salon van 1904.
Hij stelde tentoon in het Kursaal van Oostende in 1882 en 1883, op de 32ste Triënnale van Gent (1883) en op het salon van de Société Royale des Aquarellistes Belges (1883).
Hij schilderde in 1883 het troosteloos bestaan van De dronkaards en in 1884 het kleurrijke doek Daken in Oostende, waarvan de onstuimige hemel enigszins doet denken aan De laatste reis van het oorlogsschip Téméraire van William Turner. In 1887 reisde Ensor, samen met Guillaume Vogels, naar Londen om het werk van Turner beter te leren kennen.
De Brusselse jurist Octave Maus ontpopte zich ondertussen tot een geestdriftig organisator, mecenas, spreekbuis en bezieler van een revolterende nieuwe kunstenaarsgroep, Les XX. Deze groep, ontstaan in oktober 1883, groeide uit tot een stel vernieuwers in de Belgische kunstwereld. Hij sloot aan bij deze Brusselse progessieve kunstenaarsgroepering en werd stichtend lid. Elke schilder met een beetje naam of op weg naar bekendheid, zou op de salons van Les XX exposeren. Zowel Henri de Toulouse-Lautrec als Georges Seurat hadden hun eerste doorbraak in Brussel.
Ensor exposeerde op de eerste tentoonstelling van Les XX in 1884 met zes werken. Hij kreeg een eerder geringschattende kritiek, met onder andere een eerste artikel in L'Art Moderne (een tijdschrift geleid door Octave Maus). Maar zijn inzending voor het officiële Salon van Brussel werd opnieuw geweigerd. Hij stuurde twintig werken naar het salon van Les XX van 1886, maar de kritiek besprak alleen zijn techniek en niet de artistieke kwaliteit van zijn werken.
Hij kraakte deze kritiek tot op de grond af in zijn werk De Calvarie, met zichzelf aan het kruis, als slachtoffer van zoveel onbegrip, en de criticus als Romeins soldaat die zijn zijde doorsteekt.
Hij werd, naar aanleiding van zijn aanstelling als Ridder in de Leopoldsorde, in 1904 gehuldigd door zijn vrienden van het Cercle Cecilia , organisatoren van het carnavalfeest Bal du Rat mort in het kursaal van Oostende. Het feesttijdschrift, gedrukt in een oplage van slechts 40 nummers en uitgegeven door Géo Daveluy,  werd geïllustreerd door Ensor zelf. Het bevat, naast een foto van Ensor, teksten waarin hij sommige vrienden op carnavaleske wijze hekelt, gevolgd door een rode reproductie van Duivels die me sarren en enkele ludieke gezangen.

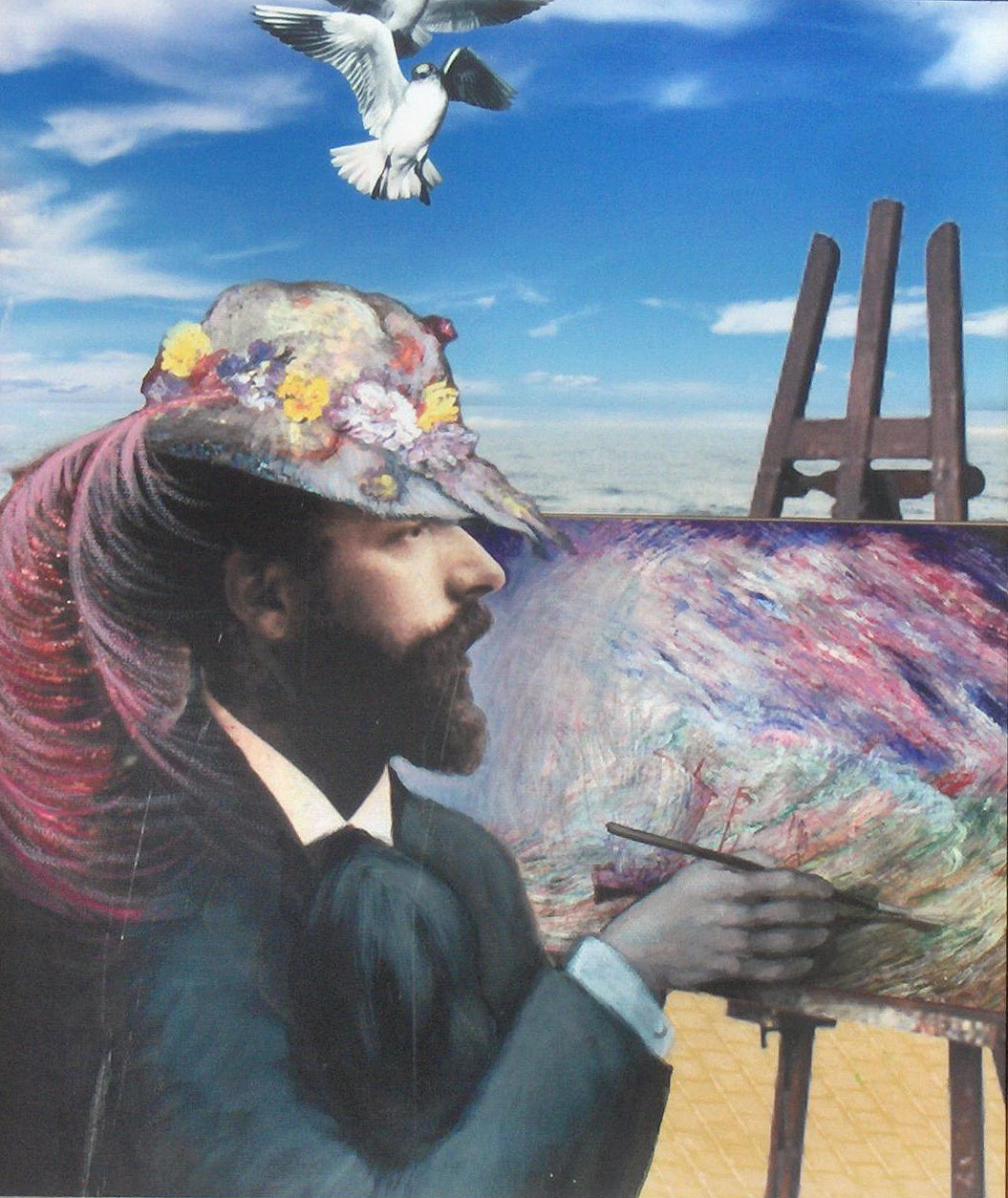
Hulde aan James Ensor
naar Zelfportret met bloemenhoed van James Ensor
door Willy Bosschem, 2006

### Tekenaar en etser
Vooraan in de jaren 1880 maakt hij een aantal realistische tekeningen van de objecten in zijn omgeving, zoals boeken, vazen, exotische voorwerpen of een haardvuur. Hij verwerkt dit in sombere interieurmotieven. Deze stillevens speelden een belangrijke rol in zijn oeuvre. Hij neemt hierbij afstand van het gebruikelijke decoratief genre zonder veel inhoud, zoals toen de mode was en daardoor worden deze werken gezien als een kantelpunt in dit genre.
Op zijn 25e jaar kreeg Ensor darmklachten wat leidde tot chronische bezorgdheid omtrent zijn gezondheid. Zijn eerste tekeningen van de reeks Aureolen van Christus of De gevoeligheden van het Licht zagen het licht (De aanbidding van de herders, Christus wordt aan het volk getoond, Intrede te Jeruzalem, Satan en de fantastische legioenen pijnigen de Gekruisigde, De kruisafneming en de Hemelvaart van Christus). Zijn angsten en hallucinaties werden niet begrepen bij Les XX. Men sprak over een voortbrengsel van een ziek brein. Maar Emile Verhaeren bespeurde in die werken de invloed van Rembrandt.
1886 was een keerpunt in de artistieke evolutie van Ensors "Licht". Hij nam afstand van zijn sombere interieurs. Hij maakte zijn eerste etsen in 1886, hiertoe aangezet door Mariette Rousseau. Hij werd hierbij beïnvloed door de werken van de Franse schilder Odilon Redon, maar ook door Vlaamse meesters zoals Hiëronymus Bosch of Pieter Breughel de Oude. Fantastische wezens, verweven met figuurtjes uit de verbeelding van Ensor, doen hun intrede in een burgerlijk interieur. 

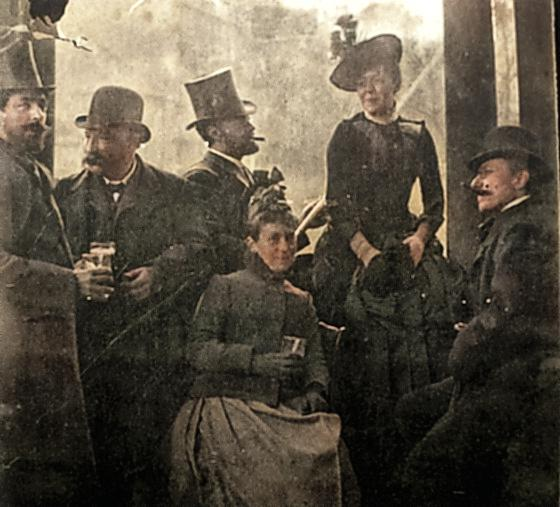
James Ensor (links) in gezelschap van Ernest Rousseau, Willy Finch, Marie Ensor, Mariette Rousseau en Antonio Roiti gedurende een uitstap in Brugge in 1888̯

Hij bereikte zijn hoogtepunt in 1888 met niet minder dan 45 etsen, onder andere Zelfportret pas fini (1885) en het meesterwerk De kathedraal (1886), waarmee hij even beroemd werd. De kathedraal behoort tot een reeks van 133 grafische werken. Het behoort tot zijn beroemdste grafisch werk en is ook een der eerste waarin hij een mensenmassa afbeeldt. Een versie van dit werk, ingekleurd met krijt, werd ook verkocht in 1933.
Zijn ets Duivels rossen de engelen en aartsengelen af (1888) geeft door het gebruik van duivels, monsters en maskers de sfeer weer van werken van Hieronymus Bosch of Pieter Brueghel de Oude.
De baden van Oostende is een bekend werk uit 1890 in olieverf, krijt en kleurpotlood. Hij heeft het hernomen in 1891 in een inkttekening in Oost-Indische inkt op papier en in een geëtste versie. Ensor schetst hier op ludieke en satirische wijze de beau monde en de dagjesmensen op het strand van Oostende op een drukke zomerdag. Wegens duidelijke erotische toespelingen en de kritiek op rangen en standen werd het werk geweigerd in 1895 (of 1898 ?) op het salon van La Libre Esthétique. Toen Ensor hierover zijn beklag deed bij koning Leopold II, moest Octave Maus het zelfs een ereplaats geven.
Met Christus bedaart de storm (1891) trof hij de roos in het modernisme.

### SchilderijDe Intocht van Christus te Brussel
Vanaf 1885 neemt de figuur van Christus een centrale plaats in in de werken van Ensor.  Hij combineert hierbij het sublieme met het groteske, soms conventioneel, soms humoristisch.

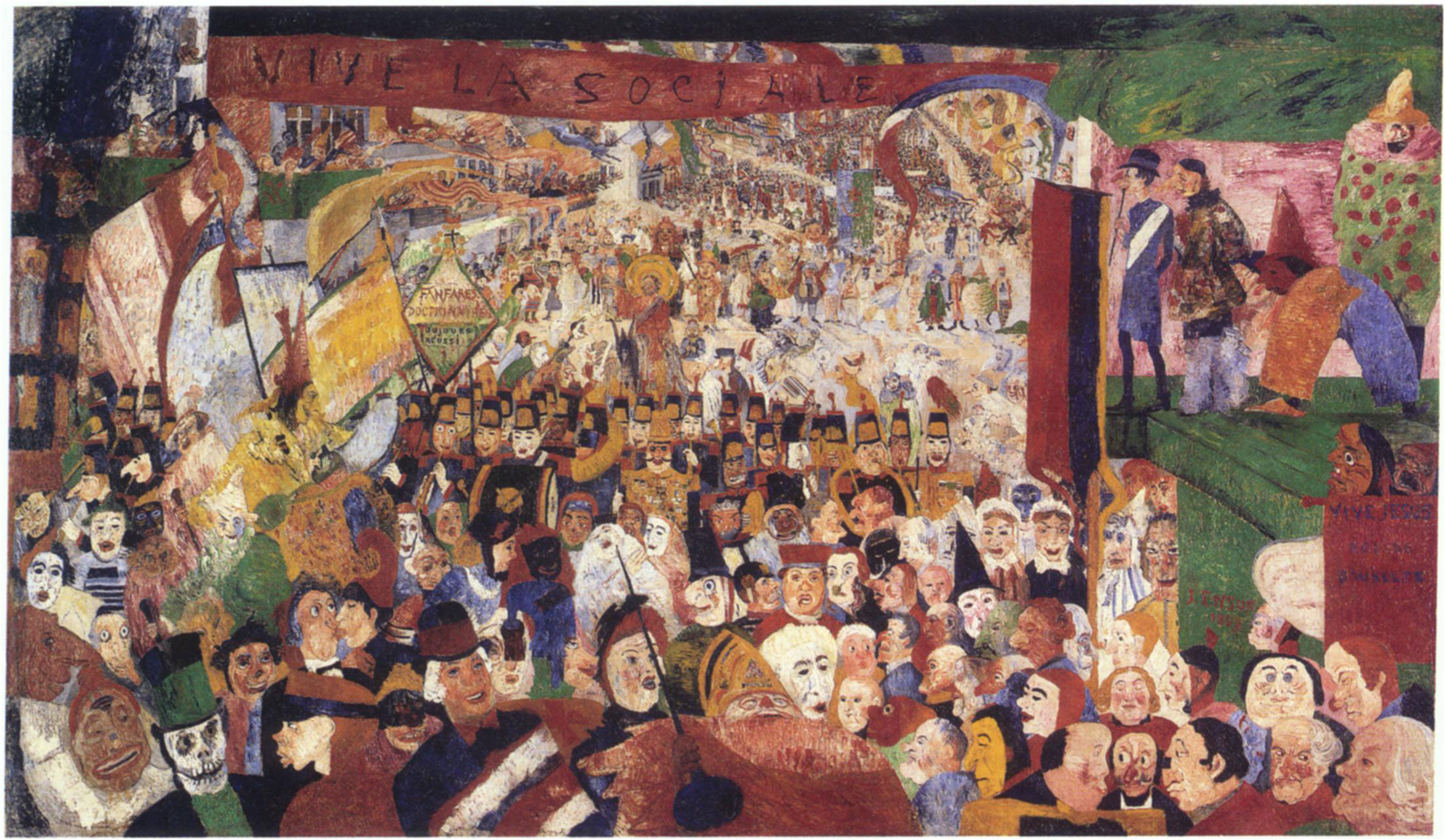
De Intrede van Christus in Brussel in 1889, Getty Museum, Los Angeles

In 1888, toen Ensor 28 jaar was, begon hij aan De Intrede van Christus in Brussel in 1889. Dit zou zijn populairste schilderij worden, maar ook een van zijn moeilijkste werken. Het werk was een jaar later echter niet af om op het salon van Les XX geëxposeerd te worden. Het was een monumentaal werk geworden van 2,58 meter hoog en 4,31 meter lang. Zijn zolderatelier was niet hoog genoeg en hij moest het doek aan de muur spijkeren, terwijl het onderste gedeelte op de grond bleef liggen. Voor een dergelijk monumentaal werk kon Ensor geen dure tubeverf gebruiken. Hij vroeg aan een huisschilder lakverf te bereiden in potten van 5 en 10 kg. Hij schilderde dan de verf onverdund in grote banen, laag per laag, waarbij het schilderij telkens een beetje opgerold werd.

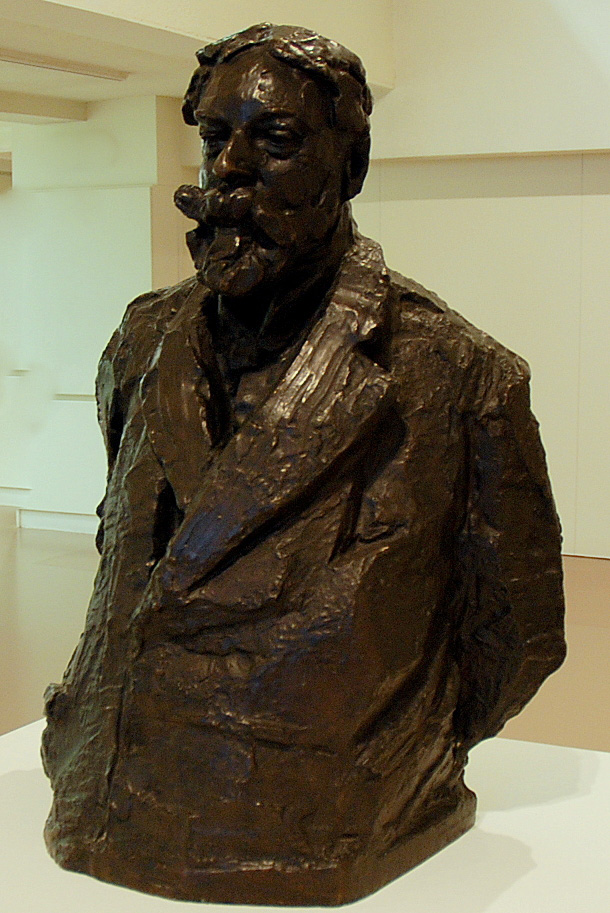
Buste van James Ensor
Rik Wouters, Mu.ZEE, Oostende

Ensor gebruikte een Bijbels thema, namelijk de intocht van Christus in Jeruzalem, maar hij transponeerde het gegeven naar Brussel. Verscholen in de voorstelling zit Christus (gelaatstrekken van Ensor?) op een ezel, begeleid door een juichende menigte, een fanfare en een bonte stoet met maskers. Duizenden groteske figuren komen uit de achtergrond naar voren gestroomd, met vooraan gemaskerde personages, waarmee Ensor de spot drijft: de verwaande rechter, grijnzende militairen, vissersvrouwen, de zelfvoldane burgerij, een bespottelijk verliefd koppeltje, een dokter met tovenaarshoed, de Dood in frak, een stel muzikanten van de Fanfares doctrinaires en ten slotte, helemaal vooraan, een pompeuze bisschop die tamboer-majoor speelt. Rechts staan de burgemeester en zijn schepenen in clownskostuum. Bovenaan spant een vaandel met de tekst "Vive la Sociale" (opkomst van de socialistische partij). Ensor zette in feite de hele goegemeente in haar hemd en liet iedereen danig voor gek staan. Hij situeerde deze intrede in Brussel omdat hij juist daar zoveel ontgoochelingen had meegemaakt.
Het doek bleef 29 jaar lang opgerold liggen in zijn zolderatelier, op de hoek van de Vlaanderenramp. Toch bestaat er een foto uit die periode waarop we het werk wat stuntelig genageld zien tegen de muur van het atelier met tal van andere werken. Hij kon het pas echt opspannen in 1917, boven zijn harmonium, toen hij verhuisde naar zijn nieuwe woning in de Vlaanderenstraat. Dit huis, het huidige Ensorhuis, erfde hij van zijn oom Leopold. Bij het transport van het werk voor de grote retrospectieve van 1929 in het Paleis voor Schone Kunsten in Brussel moest eerst een stuk van het gevelbalkon afgebroken worden. Dit gebeurde opnieuw voor de Ensor-tentoonstelling in de Galerie nationale du Jeu de Paume in Parijs in 1932.
Eugène Demolder behoorde tot de kleine kring intellectuelen die het opnam voor Ensor en de eerste monografie over hem schreef Mort Mystique d'un théologien. In 1892 schreef Demolder: "... De schilder Ensor (...) is een van de eersten in België die uitgedaagd is door de moderne zoektocht naar het licht. Hij is een vernieuwer (...) We hebben gezien welke variatie en souplesse Ensor in zijn schilderijen brengt ...".
Het doek werd licht beschadigd door enkele granaatscherven gedurende de Tweede Wereldoorlog. Het hing daarna op verschillende plaatsen: in Venetië (1950), in het Casino van Knokke (1971), in het Museum voor Schone Kunsten in Oostende (1977-1978), in bruikleen aan het Koninklijk Museum voor Schone Kunsten in Antwerpen, Chicago en New York (1976) en het Kunsthaus in Zürich (1983). Het werd in 1987 aangekocht door het Getty Museum in Malibu, Los Angeles waar het kundig gerestaureerd werd. Er staat ook een kopie in het Ensorhuis in Oostende.
Dit werk heeft mythische proporties aangenomen in de geschiedenis van de moderne kunst. Het anticipeerde op, of was zelfs een aanzet tot het expressionisme van de twintigste eeuw. Nochtans vindt men in dit werk de invloed van vroegere meesters zoals Jheronimus Bosch, Peter Paul Rubens, William Hogarth, Francisco Goya, William Turner tot Georges Seurat.
De dikke lagen pigment die de lilliputachtige uitzinnige mensenmassa vanuit de achtergrond naar voren drukt tot in de maskers in de voorgrond zijn bijna een groteske parodie op de vlakke ruimtes in de schilderijen van Les XX. Dit gedurfd schilderij, een anachronisme volgens de standaarden van 1889, moet een ware aanval betekend hebben op de eigentijdse schoonheidsconventies. De ruwe lelijkheid van het onderwerp moet niet onderdoen voor de veelvoud aan kleuren in dit werk, de gewilde verwarring in de compositie en het totaal verlaten van een perspectief vanuit één punt. Men moet reeds ver vooruit gaan in de kunstgeschiedenis, naar de brutale vervormingen van na 1945, om iets gelijkaardigs terug te vinden zoals in de werken van Willem de Kooning, Jean Dubuffet en de Cobra-beweging.
Ensor maakte hiervan in spiegelbeeld een ets op Japans papier in 1898 (collectie Koninklijke Bibliotheek Albert I, Brussel).

### De figuur van Christus in de werken van Ensor
Ensor gebruikte nog meerdere malen de figuur van Christus, meestal in allegorische zin, zoals Christus beledigd (ets, 1886), De stervende Christus (1888), Christus bedaart de storm (1891), De Man van Smarten (1891) (een verwrongen zelfportret), Christus en de critici (1891), De bekoring van Christus (1913).
Tussen 1912 en 1920 tekende hij 31 litho's Taferelen uit het Leven van Christus , waarbij hij verschillende voorgaande tekeningen opnieuw gebruikte.  Hij publiceerde ze in 1921 in de vorm van een album in een beperkt aantal genummerde en getekende exemplaren (uitgave Galerie Georges Giroux).
In 1887 tekende Ensor De verzoeking van de heilige Antonius, een venijnige, vrijzinnige satire op 51 vellen van een schetsboek. Daarin staan honderden miniatuurtekeningen met oosterse goden, duivels, seks en opnieuw een Christusfiguur. Dit werk werd vervolgens tentoongesteld in het Art Institute van Chicago.

### La Libre Esthétique
Wegens het hevig gekibbel tussen de artiesten, hief Octave Maus in 1893 de kunstkring Les XX op, hoewel James Ensor hiertegen heftig protesteerde. Maus richtte een nieuwe kunstkring op La Libre Esthétique, ditmaal zonder leden, maar uitsluitend genodigden. Ensor wilde er de brui aan geven en wilde al zijn werken verkopen voor 8000 Belgische frank, maar vond geen koper. In zijn tegenspoed, miskend en bekritiseerd door zijn tijdgenoten, ging hij dan maar verder, maar juist hierdoor groeide nog zijn scheppende kracht.
Uiteindelijk werd zijn aparte visie meer en meer aanvaard door de kunstkenners. In 1893 kocht het Brussels Prentenkabinet een groot aantal van zijn gravures (hij had er 44 gemaakt in 1888).
In 1894 werd Ensor uitgenodigd tot de eerste expositie van La Libre Esthétique en zelf richtte hij, samen met Guillaume Vogels, in zijn stad de Cercle des Beaux Arts d'Ostende op. Nog hetzelfde jaar verkocht hij 25 gravures aan het Prentenkabinet van Dresden.

In december van dat jaar en aangezet door Eugène Demolder, organiseerde hij zijn eerste eigen tentoonstelling in de Comptoir des Arts Industriels La Royale in Brussel. Dit initiatief wekte de belangstelling van het Koninklijk Museum voor Schone Kunsten dat De Lampenist, het schitterende werk uit 1880, het jaar daarop aankocht voor 2500 Belgische frank.
In 1898 nam hij deel aan het Salon des Cents in Parijs met 25 werken, maar het verwachte succes bleef uit. Toch verscheen in 1899 een speciaal nummer van La plume, gewijd aan de werken van Ensor op deze tentoonstelling. En hetzelfde jaar kocht de Albertina in Wenen honderd van zijn gravures.

In dit jaar schilderde hij ook het welbekende Zelfportret omringd door maskers, waarin hij zichzelf voorstelde te midden van zijn kunst, een masker tussen de maskers.
De moeder van Ensor stierf op 8 maart 1915 op tachtigjarige leeftijd. Hij heeft haar in die dagen na haar lange doodsstrijd viermaal getekend en tweemaal geschilderd (olieverf op doek Mijn dode moeder (1915), collectie Mu.ZEE, Oostende). Haar zus, zijn tante Mimi, overleed twee jaar later. Daarmee nam hij afscheid van de twee vrouwen die destijds bij zijn opvoeding een bepalende rol speelden. Ensor vertelde ooit in een tafelrede dat zijn moeder en zijn tante hem financieel door zijn moeilijkste jaren geloodst hadden.

### Ensor en zijn maskers

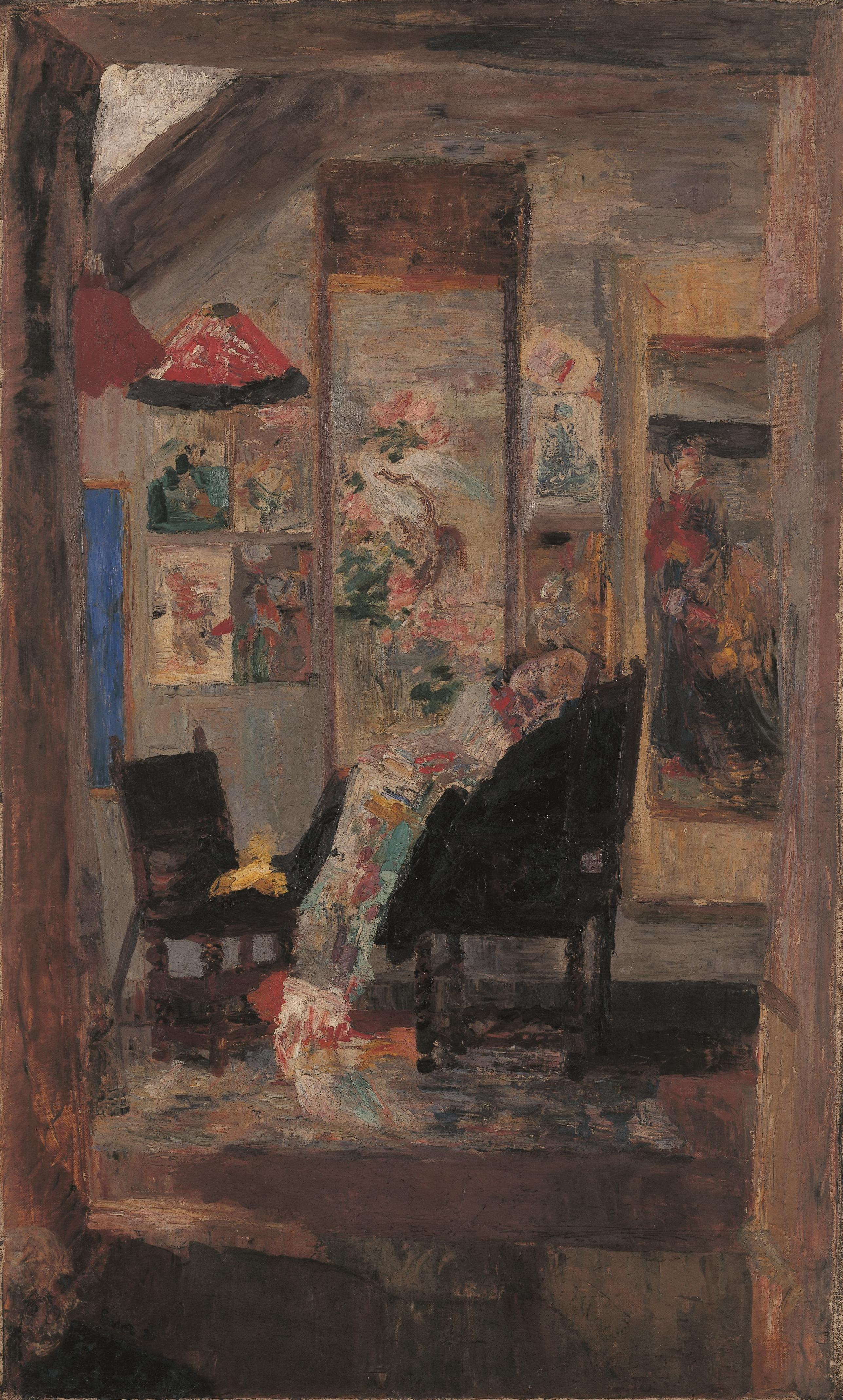
Skelet bekijkt chinoiserieën, 1885, Museum voor Schone Kunsten Gent (1995-A), Koning Boudewijnstichting (KBS 0008)

In het vroege oeuvre van James Ensor was nog geen sprake van maskers. Maar naarmate hij zich genegeerd of afgewezen voelde door de kunstwereld, kwam hij meer en meer ertegen in verzet. Er ontstond een conflictsituatie tussen hem en de maatschappij, zodat hij sterk geladen beelden gebruikte, zoals maskers, skeletten, de dood, carnaval en travestieten om die maatschappij voor schut te doen staan. Hij vond inspiratie voor zijn maskers (en zijn schelpen) in de souvenirwinkel van zijn moeder. Een aantal van deze maskers bestaan nog en worden bewaard in het Ensorhuis in Oostende.
Een eerste werk met maskers Geërgerde maskers dateert uit 1883. Het was nog niet zo symbolisch geladen, maar eerder een weergave van een carnavalvermomming of mogelijk een verwijzing op de drankzucht van zijn vader. Hier houdt de figuur nog een masker voor zijn gezicht. In latere werken vormen figuur en masker een eenheid. Skeletten kwamen voor het eerst voor in het schilderij Skelet bekijkt chinoiserieën van 1885 en demonen in de ets Satan en de fantastische legioenen pijnigen de gekruisigde uit 1886 (reeks Aureolen van Christus). Carnaval en travestie verschenen in Carnaval op strand uit 1887.
Vanaf 1888 ging het in stijgende lijn met zijn bekende werken: De intrede van Christus te Brussel (1888), Maskers tarten de dood (1888), Maskers bekijken een neger goochelaar (1888) (in feite een overschilderd werk uit zijn academietijd uit 1879), De verbazing van het masker Wouse (1889), De oude dame met de maskers (1889) en ten slotte zijn overbekende De intrige (1890), De maskers en de dood (1897), Doop van de maskers (1891), De wanhoop van Pierrot (1892), Zelfportret met schelpen en maskers (1917).
Ensor gebruikte maskers in feite om te ontmaskeren.  Hij wilde het ware, maar verborgen gelaat van zijn bespottelijke of boosaardige figuren aan de kaak stellen.
Geraamten en de dood vormen het hoofdthema in: Geraamten vechtend om een gehangene (1891), de tekening De dood vervolgt de mensenkudde (1887), Demonen die mij kwellen (1888), De vermenigvuldiging van de vissen (1891), Pierrot en skeletten (1905 en 1907), Bebloemde schedels (1909).
James Ensor koos, in zijn strijd tegen de gevestigde maatschappij, dikwijls voor de gewone man. Een frappant voorbeeld is de gekleurde tekening De staking (1888). Andere voorbeelden zijn De pisser (afbeelding van een burgermannetje), De goede rechters (1891), De gendarmen (1892), De slechte dokters (1892), In het muziekconservatorium (1902).

### Opname in de adelstand
Alhoewel hij intussen al geëxposeerd had in Hannover (1927), Berlijn, Dresden, Mannheim (1928) en Leipzig, werd 1929 het gloriejaar voor Ensor. Toen werd zijn grootste en belangrijkste retrospectieve georganiseerd in het Paleis voor Schone Kunsten te Brussel. Voor het eerst werd zijn ophefmakende Intrede van Christus te Brussel geëxposeerd en werd hij in de adelstand opgenomen als James baron Ensor (Baron J.Ensor, zijn duivel en zijn blazoen, 1934; olie en zwart potlood op paneel). Op 13 april 1930 onthulde hij zelf zijn eigen standbeeld met zijn lijfspreuk "Pro Luce" in de voortuinen tegenover het Oostendse Kursaal. Intussen was hij 70 jaar geworden.
Ensor heeft gedurende zijn leven ongeveer 850 schilderijen gemaakt, waarvan ongeveer een derde bestaat uit stillevens.

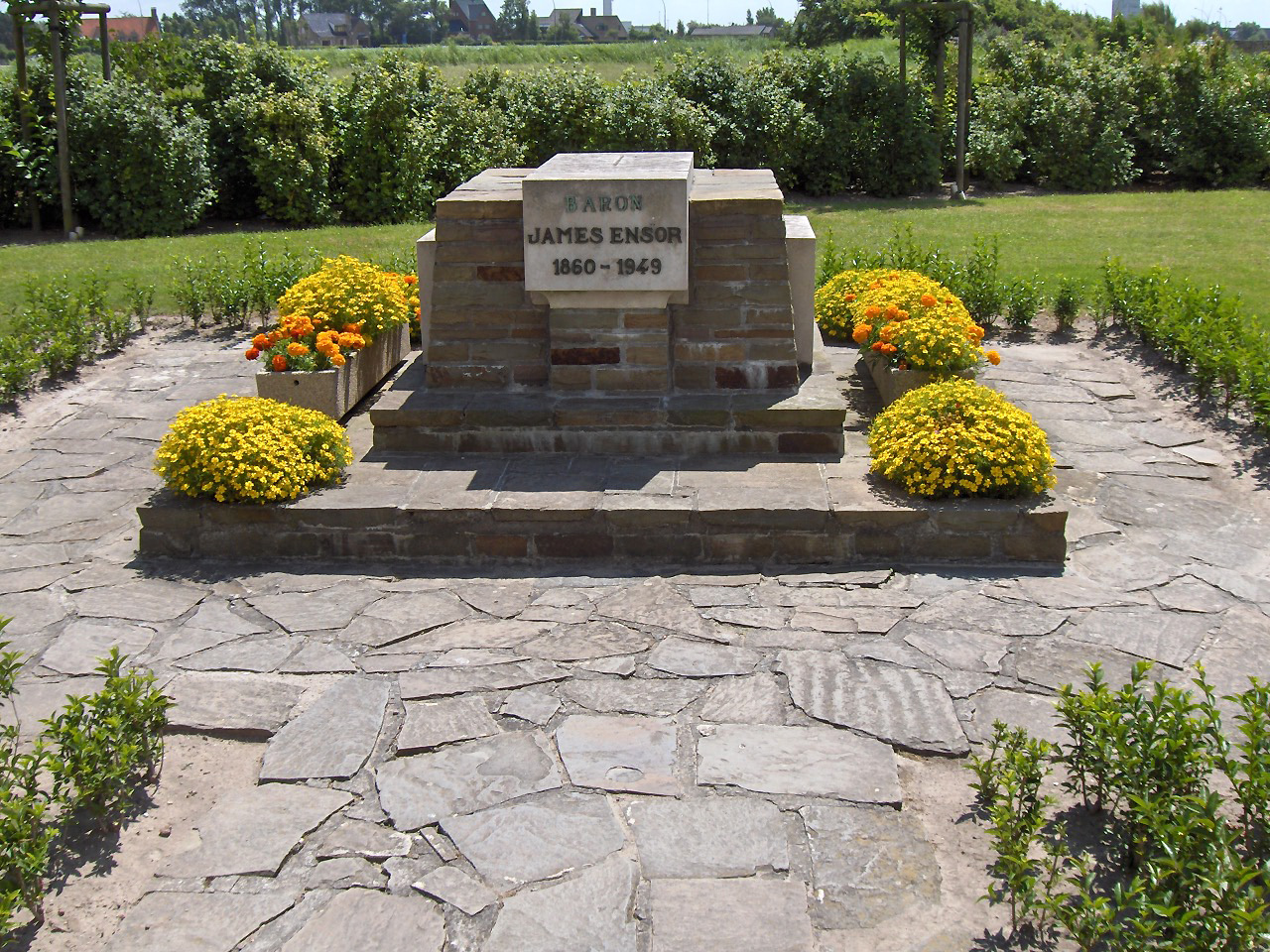
Graf van James Ensor

James baron Ensor stierf op 19 november 1949, op 89-jarige leeftijd, in de kliniek van het Heilig Hart in Oostende en ligt begraven naast de toren van zijn geliefde duinenkerkje Onze-Lieve-Vrouw-ter-Duinen, in de Oostendse deelgemeente Mariakerke.

## Ensor als musicus

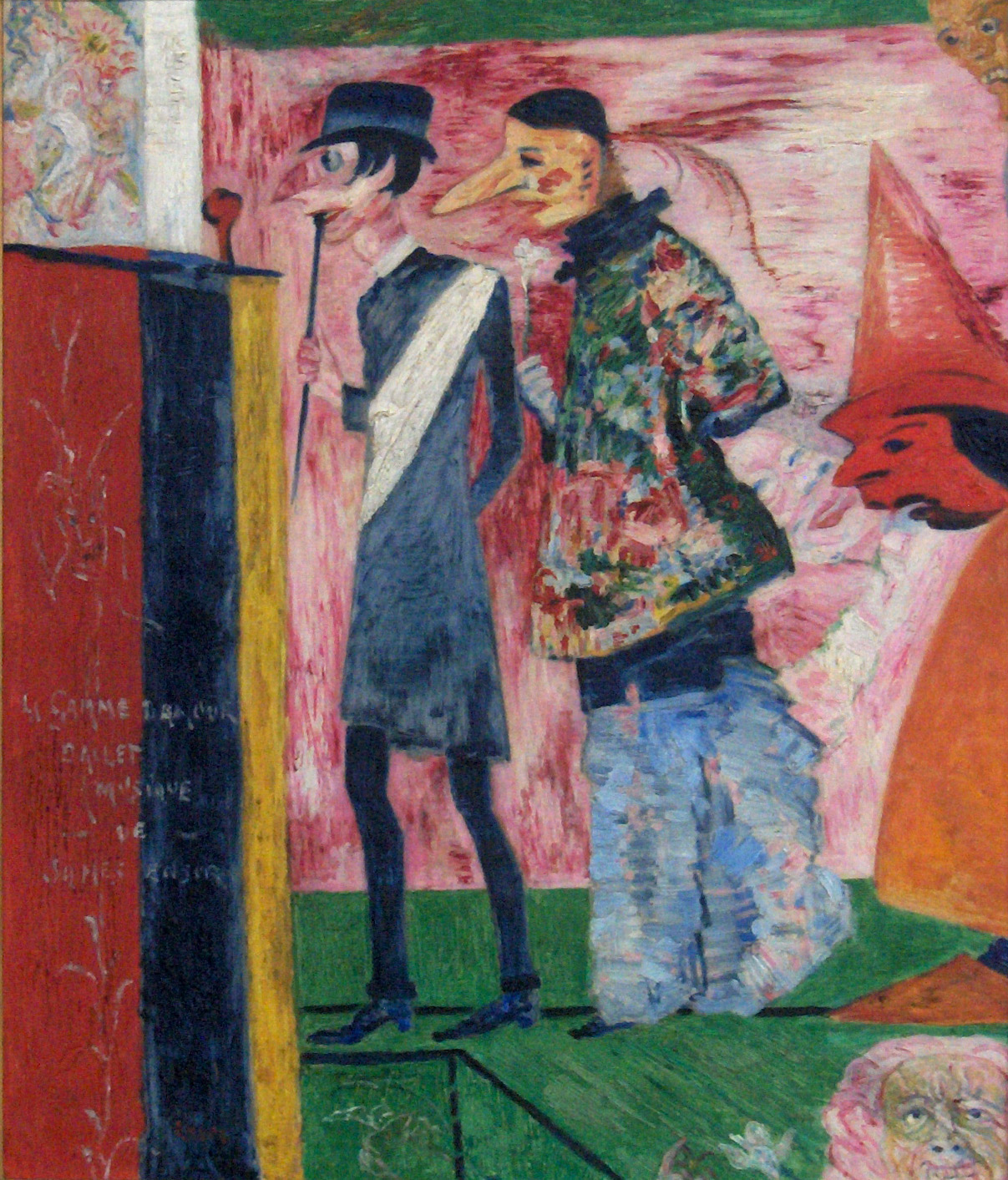
Figuren voor de affiche "La Gamme d'Amour", 1914

Hij was een trouw bezoeker van de concerten en recitals in het Kursaal Oostende. James Ensor speelde als autodidact piano, blokfluit en harmonium. Het harmonium was een geschenk van de verzamelaars Albin en Emma Lambotte.
Zonder ooit een muziekopleiding te hebben gevolgd, begon hij vanaf 1906 te improviseren en te componeren. Hij kon geen muziek schrijven noch lezen en liet zijn composities door anderen (zoals door Michel Brusselmans en Georges Vriamont) noteren en bewerken voor harp, orgel, beiaard, strijkkwartet, fluitkwintet en symfonieorkest. Zelf speelde hij voor een publiek een aantal malen zijn eigen composities, zij het dan op onorthodoxe wijze. Hij beschouwde zich in latere jaren soms eerder als musicus dan als kunstschilder, maar kreeg hiervoor weinig erkenning. De orgelvirtuoos Auguste De Boeck beschouwde zijn composities eerder als pretentieloze danswijsjes. Zijn composities waren veelal dansen en straalden een burgerlijke salonsfeer uit. Zijn te vernoemen:
- La Gamme d'Amour (Flirt de Marionettes) (de Toonladder van de Liefde), zesdelig pantomineballet (voltooid in 1911). Hij tekende hiervoor het decor en een aantal kostuumontwerpen als gekleurde lithografieën. Pogingen om dit ballet in Parijs te laten opvoeren mislukten. Uiteindelijk werd het ballet voor het eerst opgevoerd door de leerlingen van de Oostende muziekacademie in 1917. Later werd de muziek nog gespeeld gedurende een retrospectief van Ensor in de tentoonstellingszaal van Galerie Georges Giroux in Brussel in 1920. Het ballet ging dan toch in première in 1927 in de Koninklijke Vlaamse Opera in Antwerpen, dankzij de inzet van de zakenman en kunstliefhebber François Franck. Het werd ook opgevoerd in 1932 in de Koninklijke Schouwburg van Oostende.
- Marche des Rotariens Ostendais (1923),
- Valse Caprice (1930).

## Ensorjaar 2010
2010 was een belangrijk jaar met een aantal tentoonstellingen van Ensors werk. Het was dan 150 jaar geleden dat hij in Oostende was geboren. Hierna enkele vermeldingen:
- Mu.ZEE in Oostende (fusie van PMMK en Museum voor Schone Kunsten Oostende): Ensor en de groep Les Vingt, met werk van kunstenaars die Ensor bezochten in Oostende.
- Paleis voor Schone Kunsten in Brussel: Ensor in zijn context, met werken van Ensors voorgangers, tijdgenoten en hedendaagse kunstenaars.
- Museum voor Schone Kunsten te Gent: Ensor intiem, waar het in 2008 verworven topstuk Kinderen aan het ochtendtoilet (1886) van de Collectie Vlaanderen centraal stond.

## Ensorjaar 2024
Ter gelegenheid van de 75ste verjaardag van het overlijden van Ensor werden gedurende heel het jaar 2024 tal van tentoonstellingen en voorstellingen in België gehouden. Het eerbetoon was getiteld Ensor 2024.
- Oostende startte in december 2023 met een breed stadsfestival met onder meer een tentoonstelling in Mu.ZEE van stillevens van Ensor en tijdgenoten met ca. 50 stillevens en tekeningen van Ensor en 100 bijna nooit publiek getoonde stillevens van dikwijls vergeten, maar vakkundige, schilders zoals Jean-Baptiste Robie, Philibert Cockx en Hubert Bellis. Het Ensorhuis geeft eerst een tentoonstelling van de zelfportretten van Ensor, gevolgd door de tentoonstelling James Ensor: Satire, parodie, pastiche. In de Venetiaanse Gaanderijen liep in de zomer 2024 een tentoonstelling Oostende, Ensors denkbeeldige paradijs, die de band illustreerde tussen de kunstenaar en zijn stad.
- Antwerpen nam in september 2024 de fakkel over met vier grote tentoonstellingen. Het KMSKA toonde in negen zalen de expo Ensors stoutste dromen. Het impressionisme voorbij, waarbij Ensor vergeleken werd met internationale inspiratiebronnen, tijdgenoten en navolgers. In het Museum Plantin-Moretus liep de tentoonstelling Ensors zoektocht naar het licht. Experimenten op papier, met grafische experimenten van Ensor. Het Fotomuseum Antwerpen wilde de vraagstukken uit Ensors werk naar hedendaagse fotografie vertalen in de expo Cindy Sherman. Anti-fashion. Het ModeMuseum Antwerpen inspireerde zich op de maskers van Ensor met de expo Maskerade, make-up & Ensor.

## Musea en openbare verzamelingen
| - Amsterdam, Rijksmuseum Amsterdam - Amsterdam, Stedelijk Museum - Antwerpen, Koninklijk Museum voor Schone Kunsten - Antwerpen, Stedelijk Prentenkabinet - Bazel, Kunstmuseum - Berkeley, University Art Museum - Brugge, Groeningemuseum - Brugge, Steinmetzkabinet - Brussel, Koning Boudewijnstichting - Brussel, Kon. Prentenkabinet - Brussel, Koninklijke Musea voor Schone Kunsten van België - Brussel, Museum David en Alice Van Buuren - Brussel, Museum van Elsene - Brussel, Université Libre de Bruxelles - Brussel, Musée de la Médicine - Brussel, Belfius Collectie - Buffalo, Albright-Knox Art Gallery - Chicago - Den Haag, Kunstmuseum Den Haag - Deurle, Museum Dhondt-Dhaenens - Doornik, Musée des Beaux-Arts - Düsseldorf, Stiftung Museum Kunstpalast - Essen, Folkwang Museum - Firenze, Ufizzi - Frankfurt am Main, Städtische Galerie im Städelschen Kunstinstitut - Gent, Museum voor Schone Kunsten - Hamburg, Kunsthalle - Heerenveen, Belvédère Museum - Karlsruhe, Staatliche Kunsthalle - Keulen, Wallraf Richartzmuseum - Krefeld, Kaiser Wilhelm Museum - Los Angeles, Paul Getty Museum - Luik, MAMC | - Luik, Verzameling van de Universiteit - Luxemburg, Kredietbank - Maastricht, Bonnefantenmuseum - Madrid, Museum Thyssen Bornemisza - Mannheim, Kunsthalle - Minneapolis, Minneapolis Institute of Arts - New York, Solomon R. Guggenheim Museum - New York, The Museum of Modern Art - Oaxaca, Múseo de Arte Contemporáneo - Ohio, Columbus Museum of Art - Oostende, Mu.ZEE (fusie van PMMK en M.S.K. uit 2008) - Ottawa, National Gallery of Canada - Otterlo, Stichting Kröller-Müller - Parijs, Bibliothèque Nationale (Cabinet des Estampes) - Parijs, Musée du Louvre (Departement des Arts Graphiques) - Parijs, Musée d'Orsay - Parijs, Musée des Arts décoratifs - Pittsburgh, Carnegie Museum of Art - Princeton University, The Art Museum - Rotterdam, Museum Boijmans Van Beuningen - Sint-Niklaas, Stedelijk Museum - Stuttgart, Staatsgalerie - Teheran, Muze-ye Honarha-ye Moaser - Tel Aviv, The Tel Aviv Museum of Art - Tournai, Musée des Beaux-Arts - Vaticaanse Musea - Vlaamse Gemeenschap - Wenen, Albertina - Wenen, Österreichische Galerie Belvedere - Wuppertal, Von der Heydt Museum - Yale University Art Gallery - Zürich, Kunsthaus Zürich |

Het Ensorhuis in Oostende (Vlaanderenstraat 29) werd vernieuwd en uitgebreid in 2020. Het museum bestaat uit het oorspronkelijk woonhuis van de kunstenaar en een interactief belevingscentrum in het aanpalende pand. Er vinden tijdelijke tentoonstellingen plaats. Het bezit ook een dodenmasker van Ensor.

## Tentoonstellingen (selectie)
- 1927, Hamburg, Kunsthalle Hamburg, Europäische Kunst der Gegenwart, Zentenaraustellung des Kunstvereins Hamburg (cat. 6 – 7)
- 2011, Den Haag, Gemeentemuseum Den Haag, James Ensor Universum van een fantast van 12 maart t/m 13 juni[12]
- 2021, Kunsthalle Mannheim, James Ensor van 11 juni  tot 3 oktober
- 2024, Ensorjaar 2024, tientallen exposities en evenementen in België, voornamelijk Oostende, Antwerpen en Brussel.

## Trivia

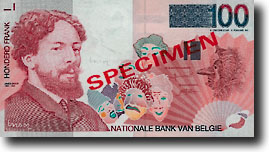
James Ensor op het laatste Belgische bankbiljet van 100 frank.

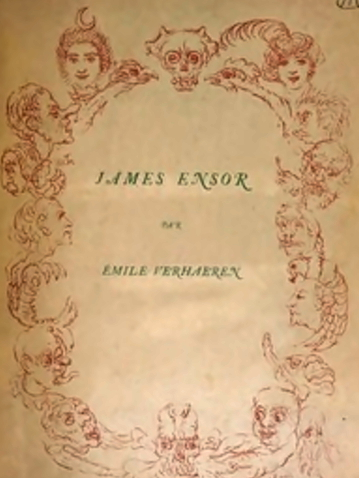
Omslag van het boek "James Ensor" door Emile Verhaeren (1908)

- In 1908 publiceerde "Librairie nationale d'Art & d'Histoire G. Van Oest & Co" het boek door Emile Verhaeren over "James Ensor" in de reeks "Collection des Artistes belges contemporains". Verhaeren beschreef hierin de volledige staat van de kunst en productie van Ensor tot 1908.
- In zijn autobiografie "Die Welt von Gestern" (1942), beschreef de Oostenrijkse schrijver Stefan Zweig zijn verblijf in 1914 in De Haan, aan de Belgische kust. Hij kwam regelmatig naar Oostende en ontmoette er James Ensor en de dichter en kunstcriticus Fernand Crommelynck. Zweig noemde Ensor de grootste moderne schilder, maar ervaarde hem als een excentrieke, gesloten man. Ensor beschouwde zich blijkbaar eerder als componist van polka's en walsen dan als kunstschilder of tekenaar. Hij nam moeilijk afscheid van zijn kunstwerken en wilde ze slechts duur verkopen. Toen Ensor later de Russische schilder Wassily Kandinsky op bezoek kreeg, noemde hij zich opnieuw vooral musicus.
- In mei 2007 kocht de Vlaamse Gemeenschap voor 1,5 miljoen euro, Ensors werk "Pierrot et squelette en jaune" (afmetingen 38 × 48 cm) aan en gaf het in bruikleen aan het pas gerestaureerde Gentse Museum voor Schone Kunsten. De verkoper was Joseph De Lange. Dit klein werk, nogal flets van kleur, was een van de lievelingswerken van Ensor.[13]
- James Ensor stond afgebeeld op het laatste Belgische bankbiljet van 100 frank.
- In Aartselaar, Anderlecht, Antwerpen, De Haan, Eindhoven, Gent, Helmond, Ichtegem, Koksijde, Nieuwpoort, Oostende (nog bij leven), Oostkamp, Reet, Roeselare, Rumst, Torhout, Sint-Denijs-Westrem, Vilvoorde, Vorselaar en Waalwijk zijn straten naar hem vernoemd.
- In het Mu.ZEE van Oostende bevindt zich een afgietsel van zijn hand (bij leven) door Oscar De Clerck.
- Er bestaan ook legpenningen rond Ensor door Dolf Ledel en Harry Elstrøm.
- Postzegels: emissies door de Belgische Posterijen in 1958, 1984 en twee verschillende emissies in 1999 waarvan één simultaan met Israël.
- De Amerikaanse rockgroep They Might Be Giants nam in 1994 het lied "Meet James Ensor" op.
- "De Blijde intrede van Christus in Brussel" inspireerde de Amerikaanse zanger Bob Dylan tot het nummer "Desolation Row". Dat Bob Dylan bekend is met James Ensor bewees hij in zijn radioprogramma Theme Time Radio Hour (december 2008) waar hij het liedje van They Might be Giants inleidt met een overzicht van leven en werk van Ensor.
- In 2021 eindigde de bouwpromotor Versluys de bouw van de Ensor Tower I. In dit gebouw stelt eigenaar Bart Versluys 2 schilderijen voor uit zijn persoonlijke collectie.
- In 2024 dook in een privécollectie een verloren gewaand schilderij van Ensor op. Het is een stilleven met roze en witte bloemen in een vaas, dat hij op latere leeftijd rond 18 april 1940 geschilderd heeft.[14]

## Archief
Het archief van Ensor bevindt zich in het Archief voor Hedendaagse Kunst in België en het Koninklijk Museum voor Schone Kunsten Antwerpen.

## Galerij

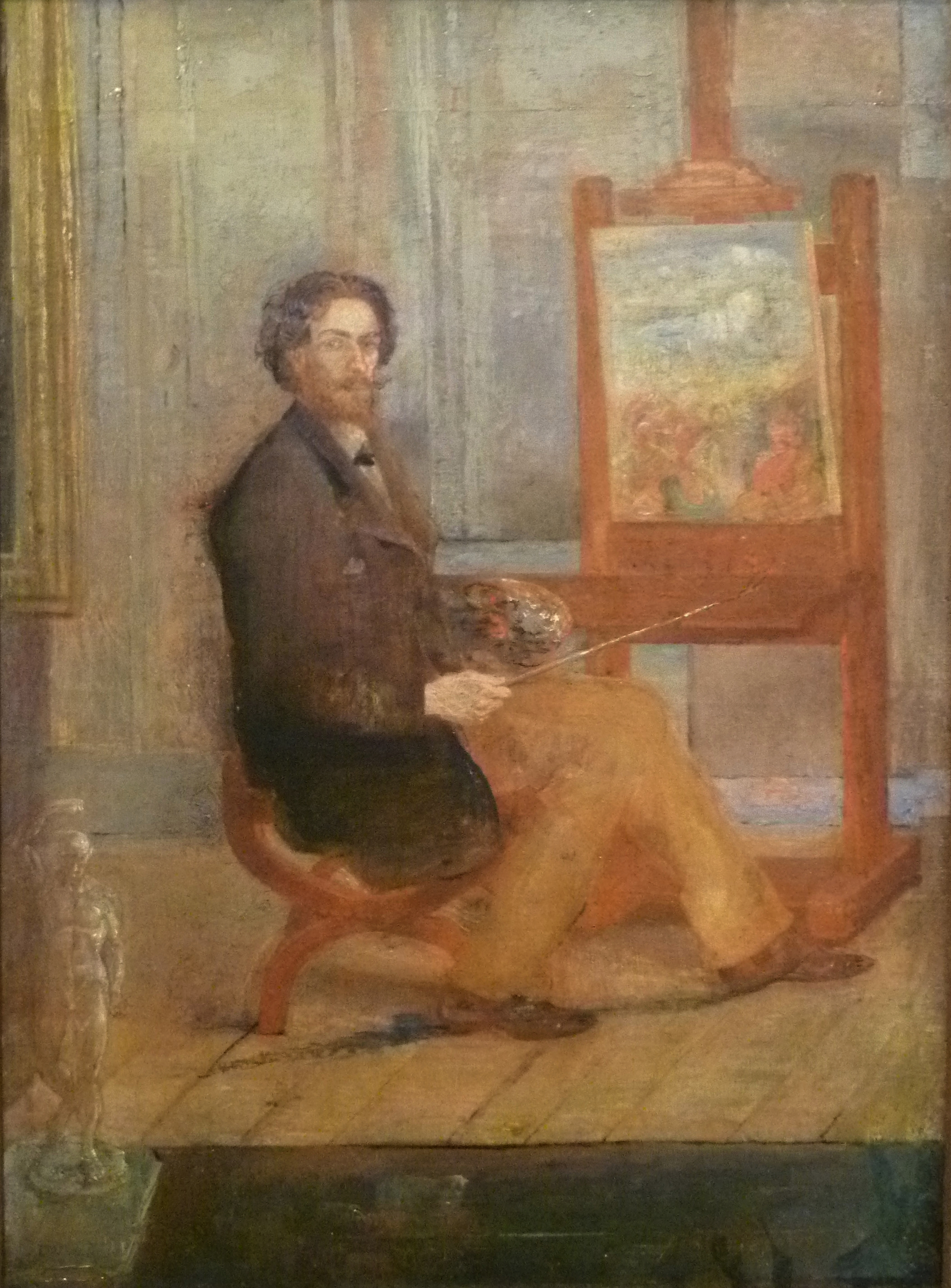
Ensor voor zijn schildersezel
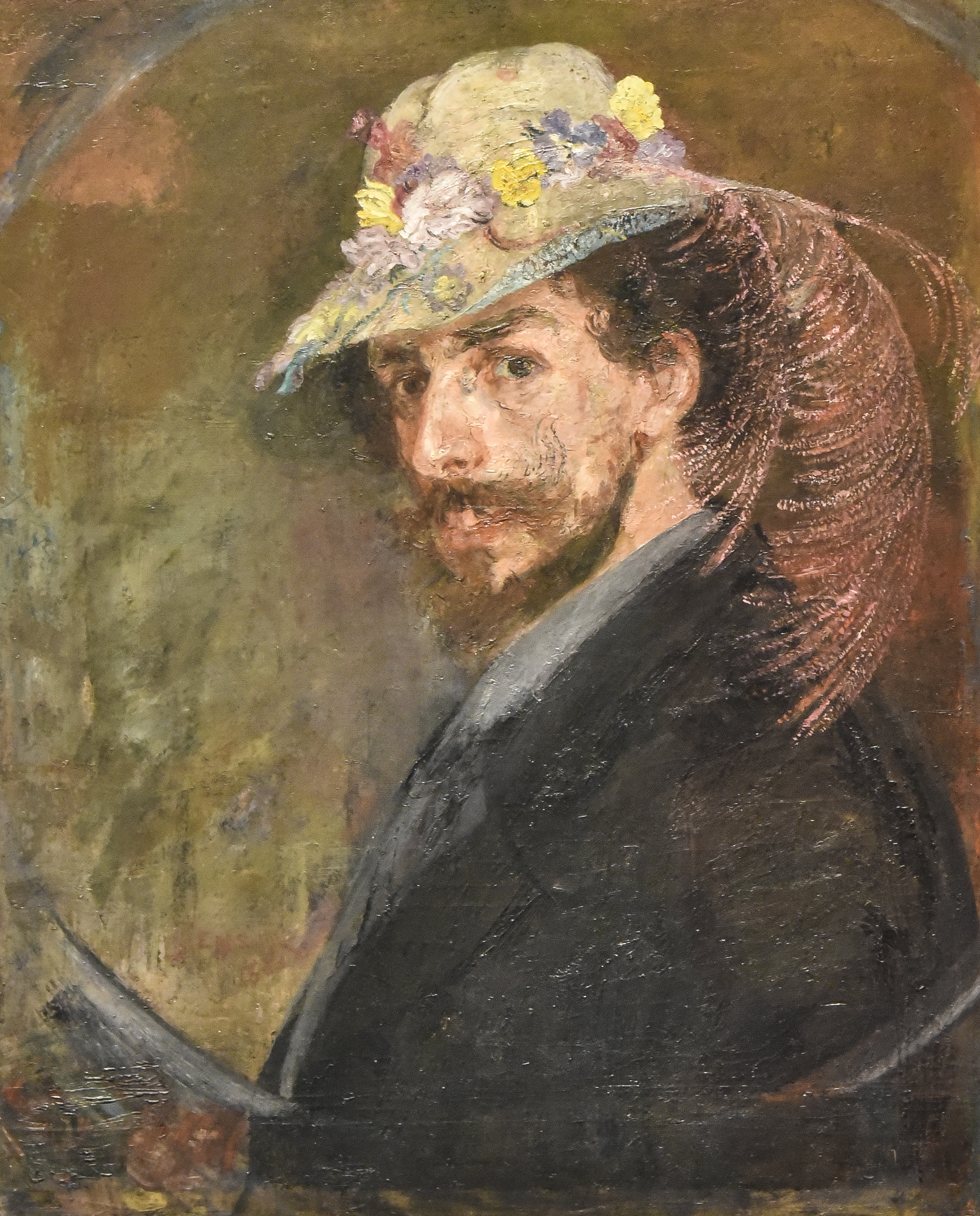
Zelfportret met bloemenhoed in het Mu.ZEE
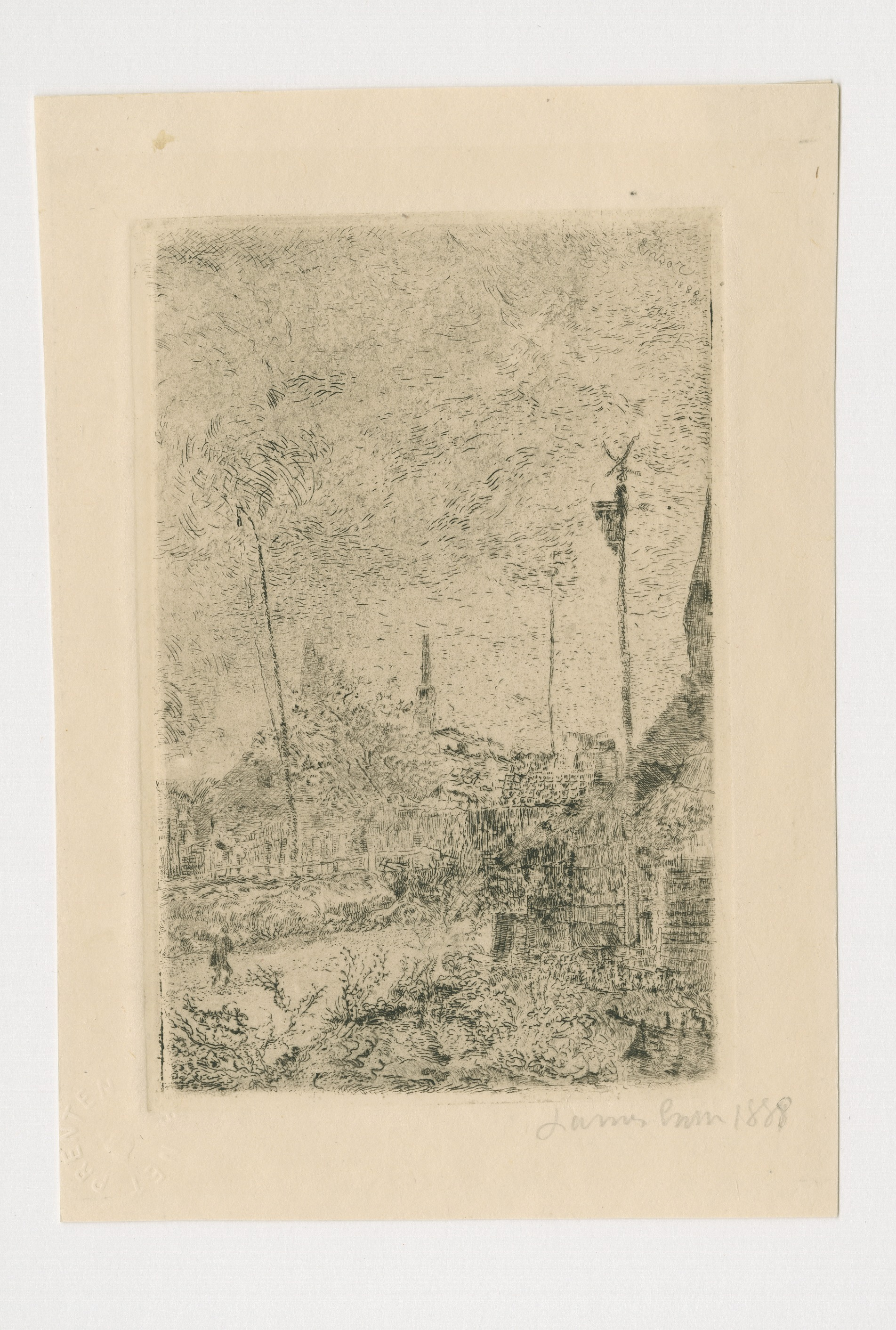
Chaumières à Slykens
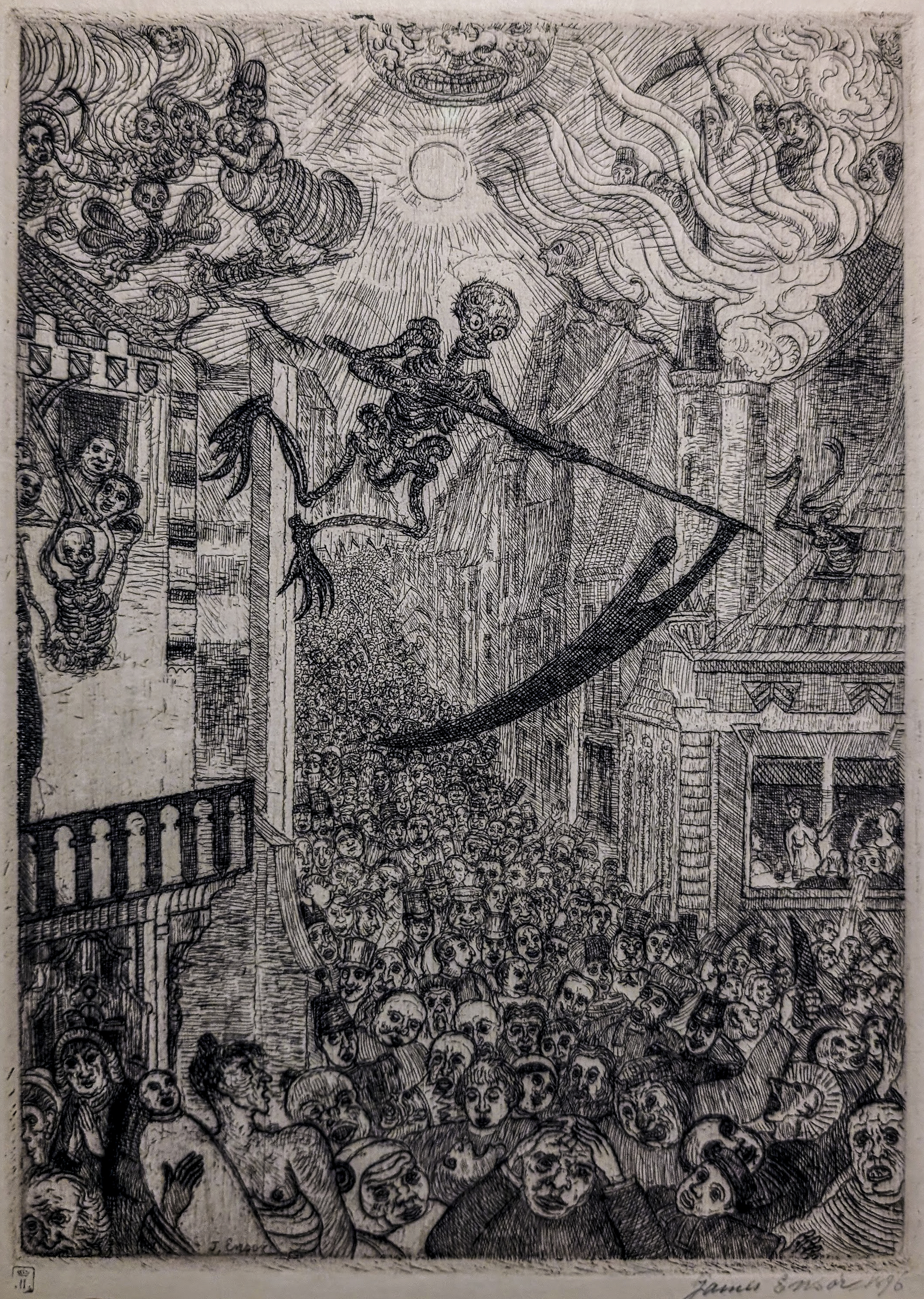
De dood vervolgt de mensenkudde (1896)
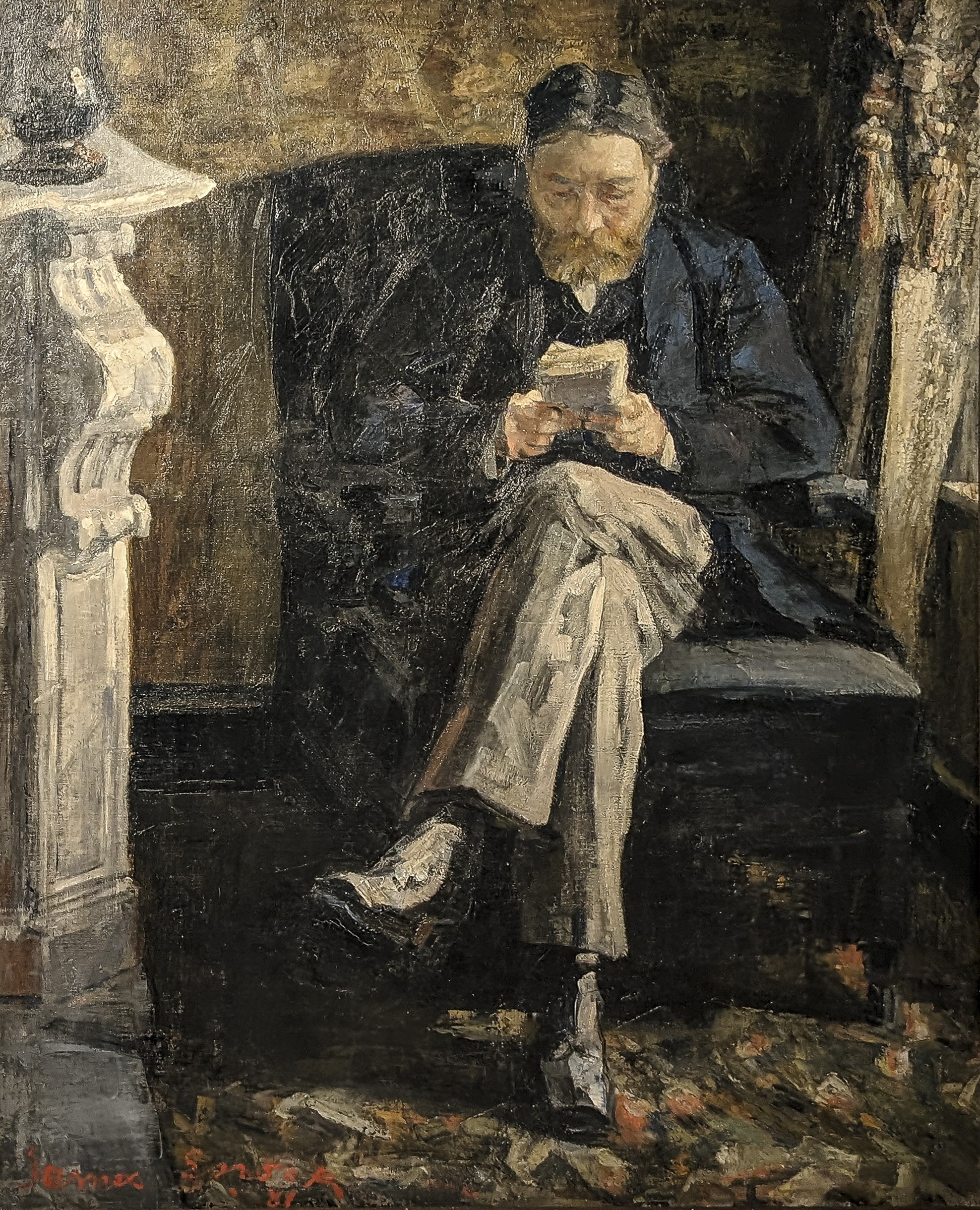
Portret van de vader van de kunstenaar
- Moeder van Ensor
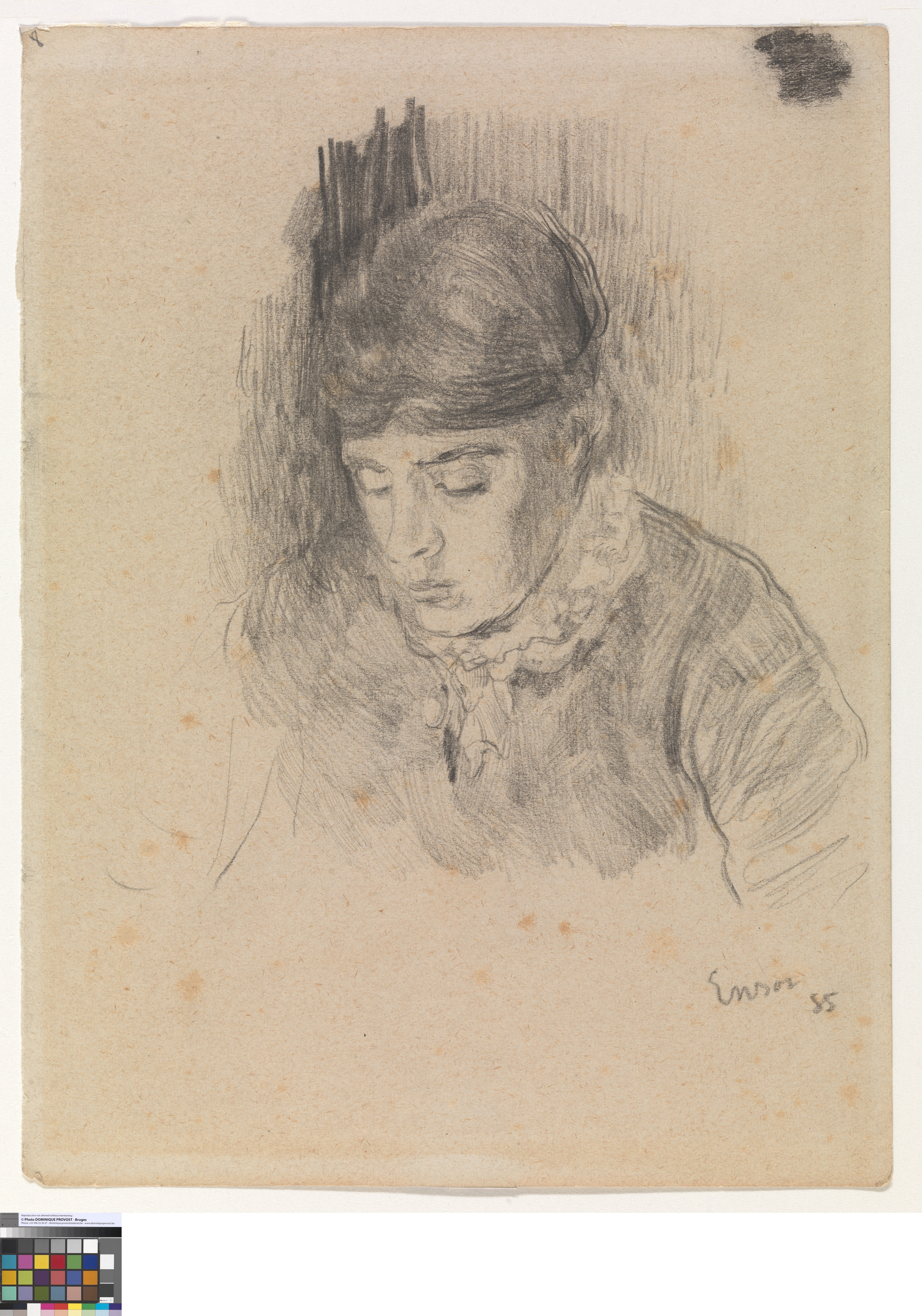
Mitche (Mietje) Ensor, de zus van James Ensor
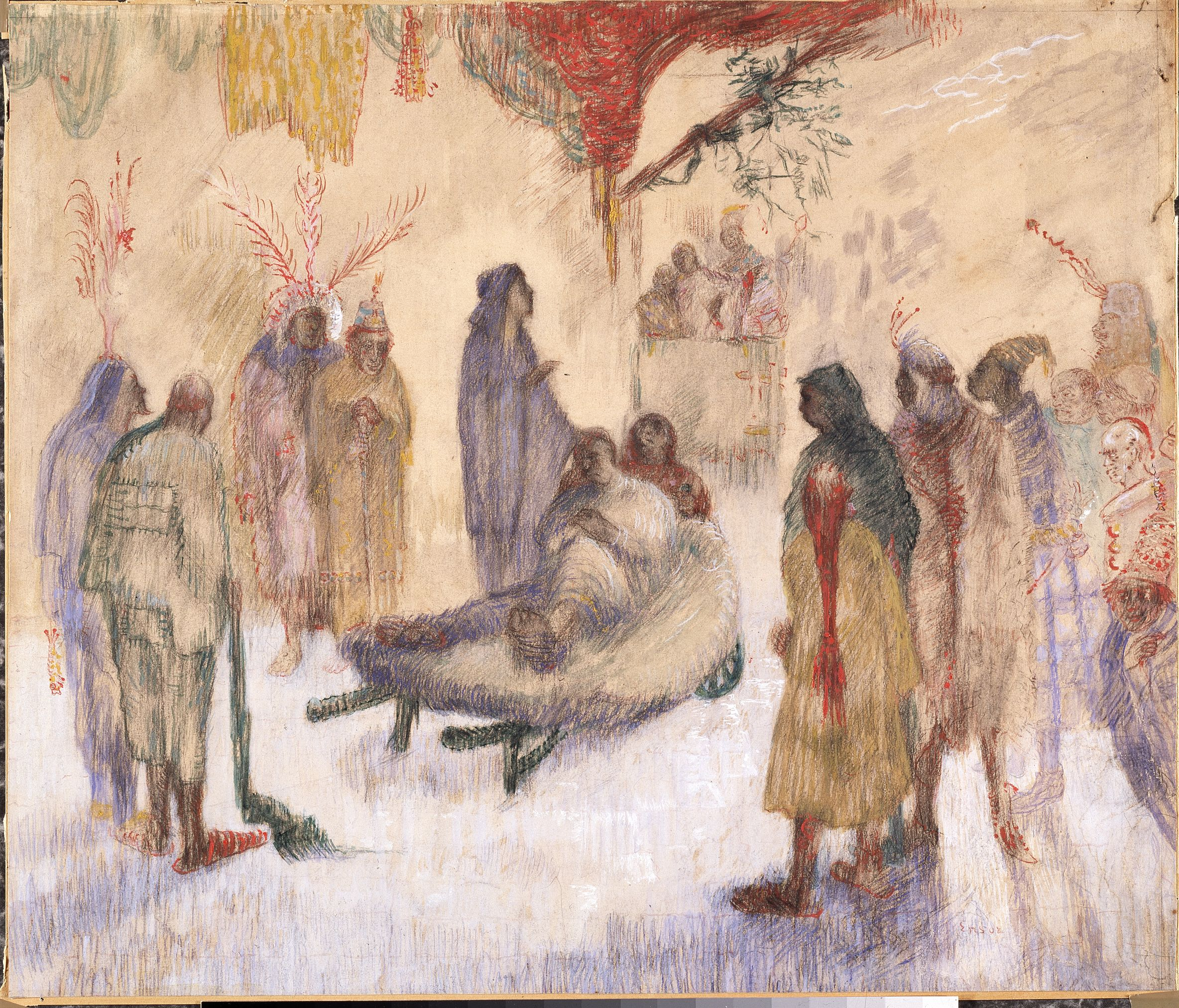
Christus en de kreupelen
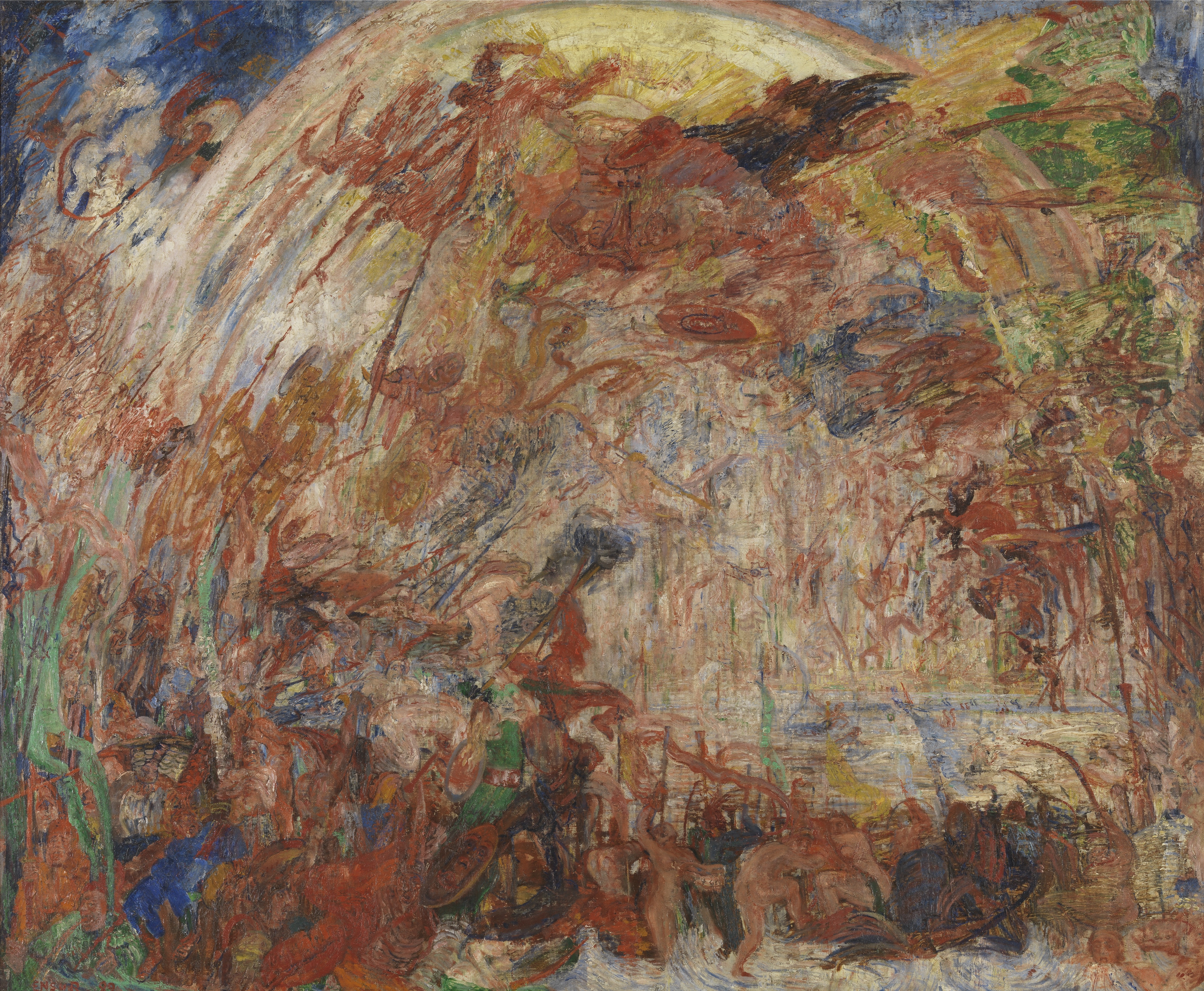
Val van de opstandige engelen, 1889, een werk dat Philippe Vandenberg later zou inspireren